# Stadtgasse (Bruneck)

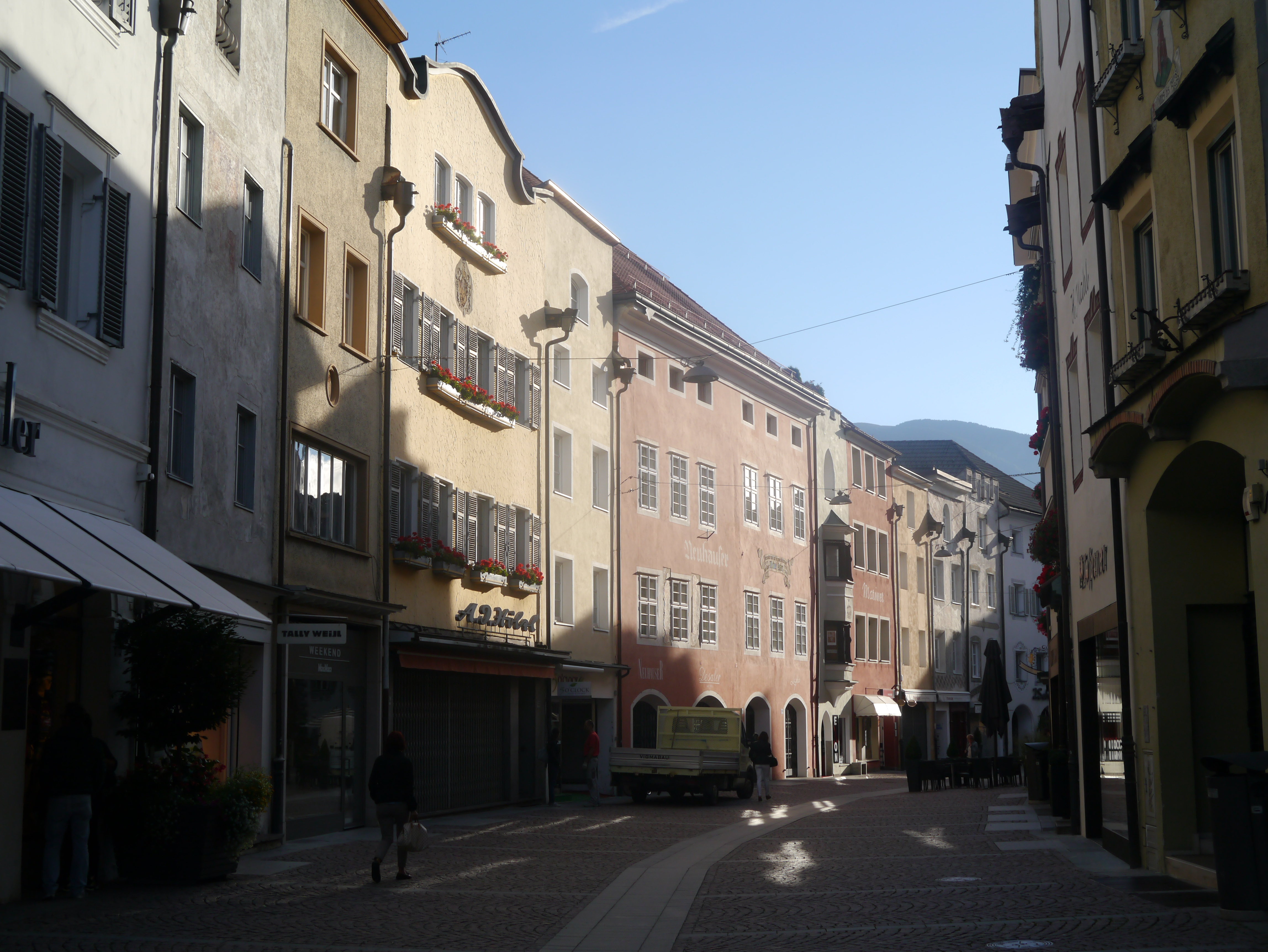
Stadtgasse, mittlerer Abschnitt gegen Osten

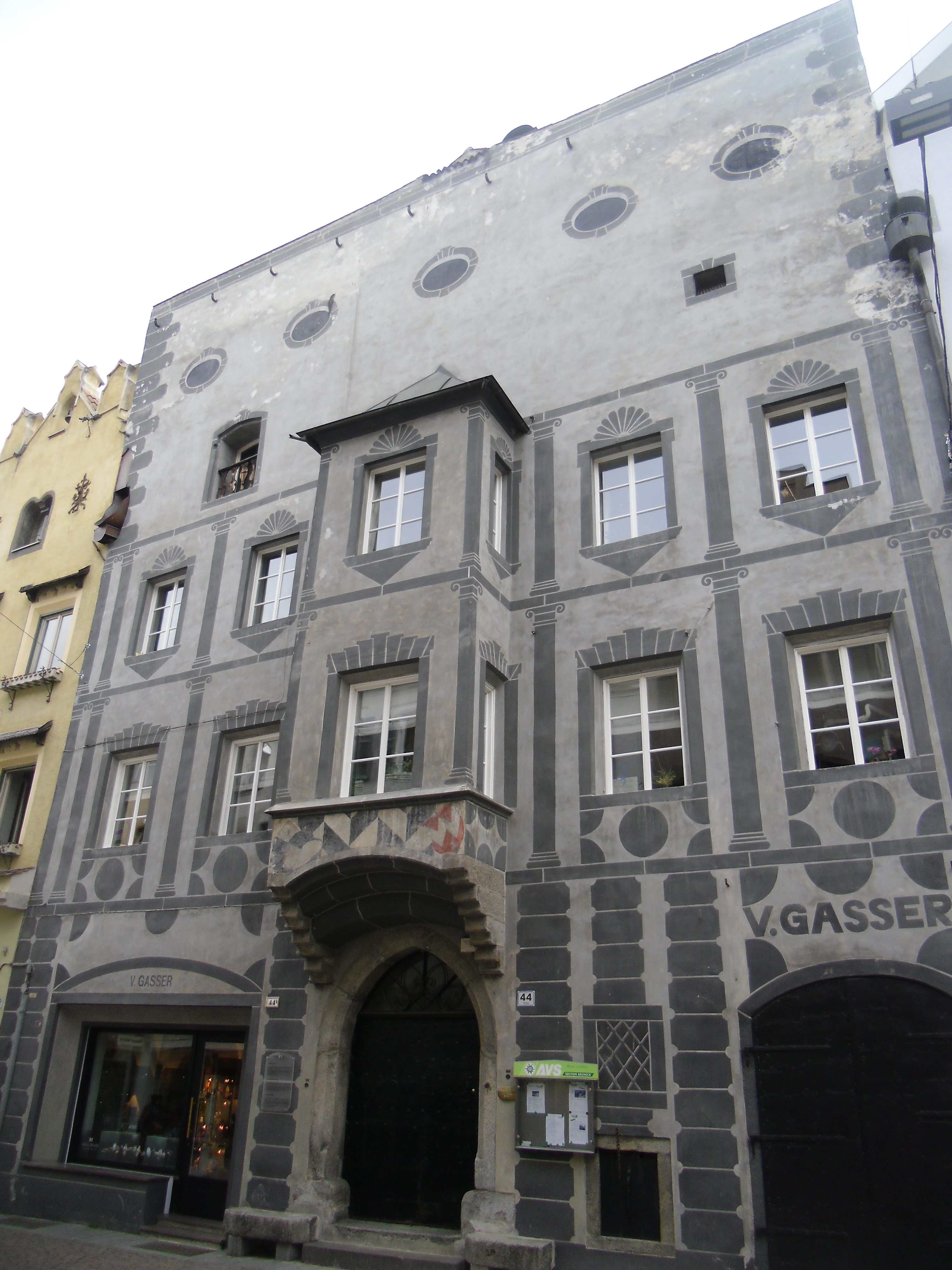
Ältestes Rathaus Brunecks, Nr. 44

Die Stadtgasse liegt im historischen Zentrum der Südtiroler Stadt Bruneck. Sie war lange Zeit die einzige Straße der Stadt, was ihren Namen erklärt; eine große Anzahl von Gebäuden entlang der Stadtgasse steht unter Denkmalschutz. Sie führt in einem weiten Halbkreis um den Schlossberg herum und wird an beiden Enden von Stadttoren begrenzt.

## Geschichte
Um 1250 wurde die Gasse zeitgleich mit der Burg angelegt. Sie lehnte sich in ihrem Verlauf an die alte Fernverkehrsstraße von Augsburg nach Venedig an. Inwieweit diese auch auf eine durch das Pustertal verlaufende Römerstraße zurückgeht, ist in der Forschung umstritten. Jedenfalls wurde die Stadtgasse gegen Westen zu relativ breit angelegt, während der östliche Teil aufgrund des nahe an den Schlossberg heranreichenden Flusslaufs der Rienz schmal ist. Im Gegensatz zu anderen Südtiroler Städten besitzt die Stadtgasse keine Lauben.
1336 wurde unter dem Brixener Bischof Albert I. von Enn die Stadtmauer vollendet, die die Stadtgasse durch ihre Tore begrenzte. Es gab ungefähr 90 Häuser an dieser Straße; die einzelnen Stadtviertel verliefen mit Ausnahme von Ragen alle entlang der Stadtgasse: eines an der Schlossbergseite vom Ragentor bis zum ehemaligen Gerichtsgebäude (heute das Meusburgerhaus), das zweite von dort bis zum Ursulinentor, das dritte an der Rienzseite vom Ursulinentor bis zum Florianitor, und das vierte von dort bis zum Ragentor. Diese Stadtteile wurden durch sogenannte Viertelmeister verwaltet, die vom Stadtrat bestellt wurden.
Der gesamte Verkehr durch das Pustertal führte mithin durch Bruneck und durch die Stadtgasse. Waren wurden hier verzollt und am Ballplatz, der sich auf dem Areal des späteren Ursulinenklosters befand, zeitweilig gelagert. 1723 wurden die Gebäude an der Stadtgasse durch einen schweren Stadtbrand stark in Mitleidenschaft gezogen.
Erst Mitte des 19. Jahrhunderts verlagerte sich der Durchzugsverkehr von der Stadtgasse auf den mittlerweile zugeschütteten Graben nördlich der Stadtmauer. Ende des 19. Jahrhunderts wurde die Viehhaltung innerhalb der Altstadt eingedämmt und schließlich ganz verboten. In vielen Häusern der Stadtgasse wurde damals noch Vieh gehalten. 1911 verschwanden die letzten Ställe hier aufgrund eines Verbotes der Sanitätsbehörde und des Tiroler Landesausschusses.
Während der Zeit des Faschismus wurde der deutsche Name Stadtgasse durch die italienische Benennung Via Principe Umberto ersetzt. Heute ist die gesamte Stadtgasse eine Fußgängerzone.

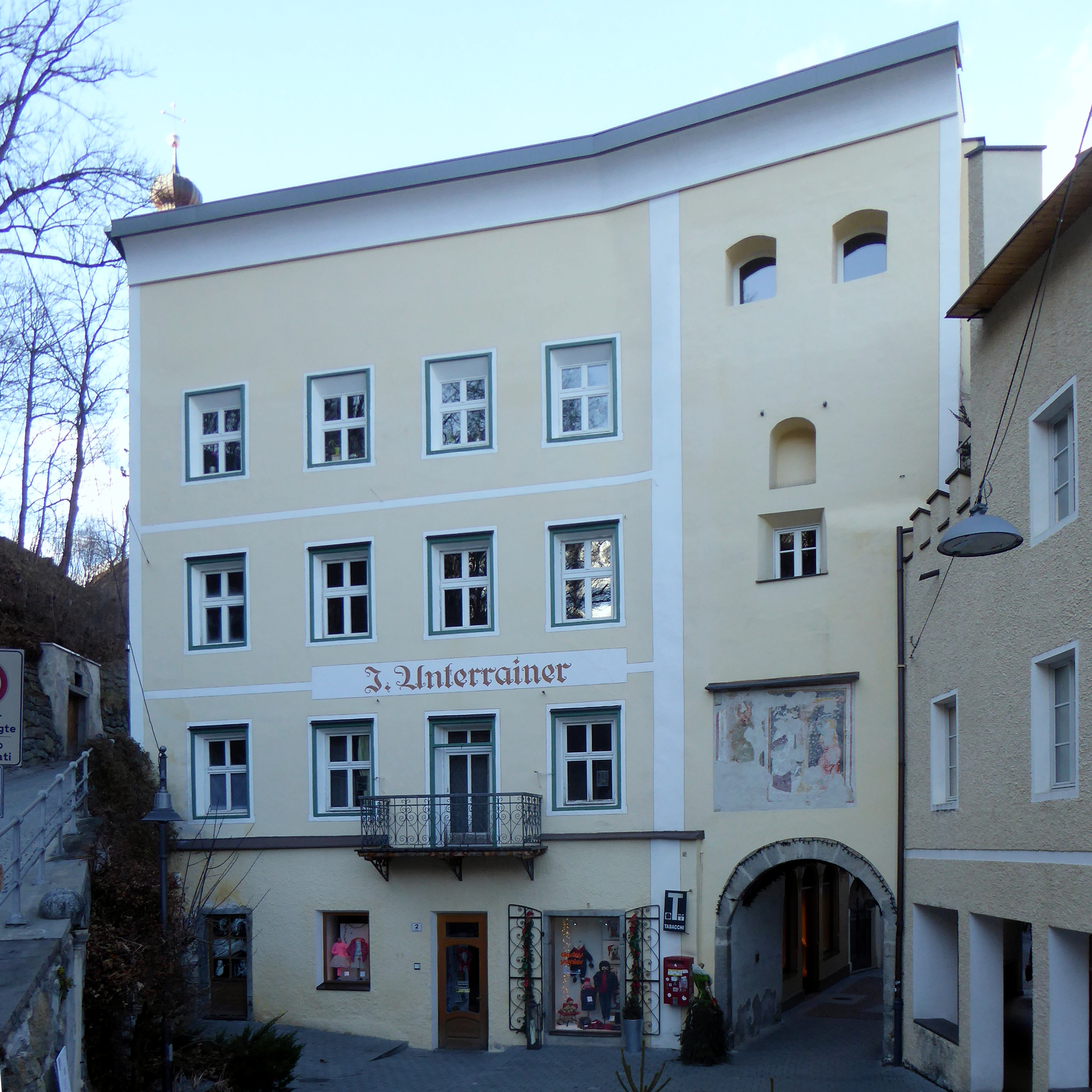
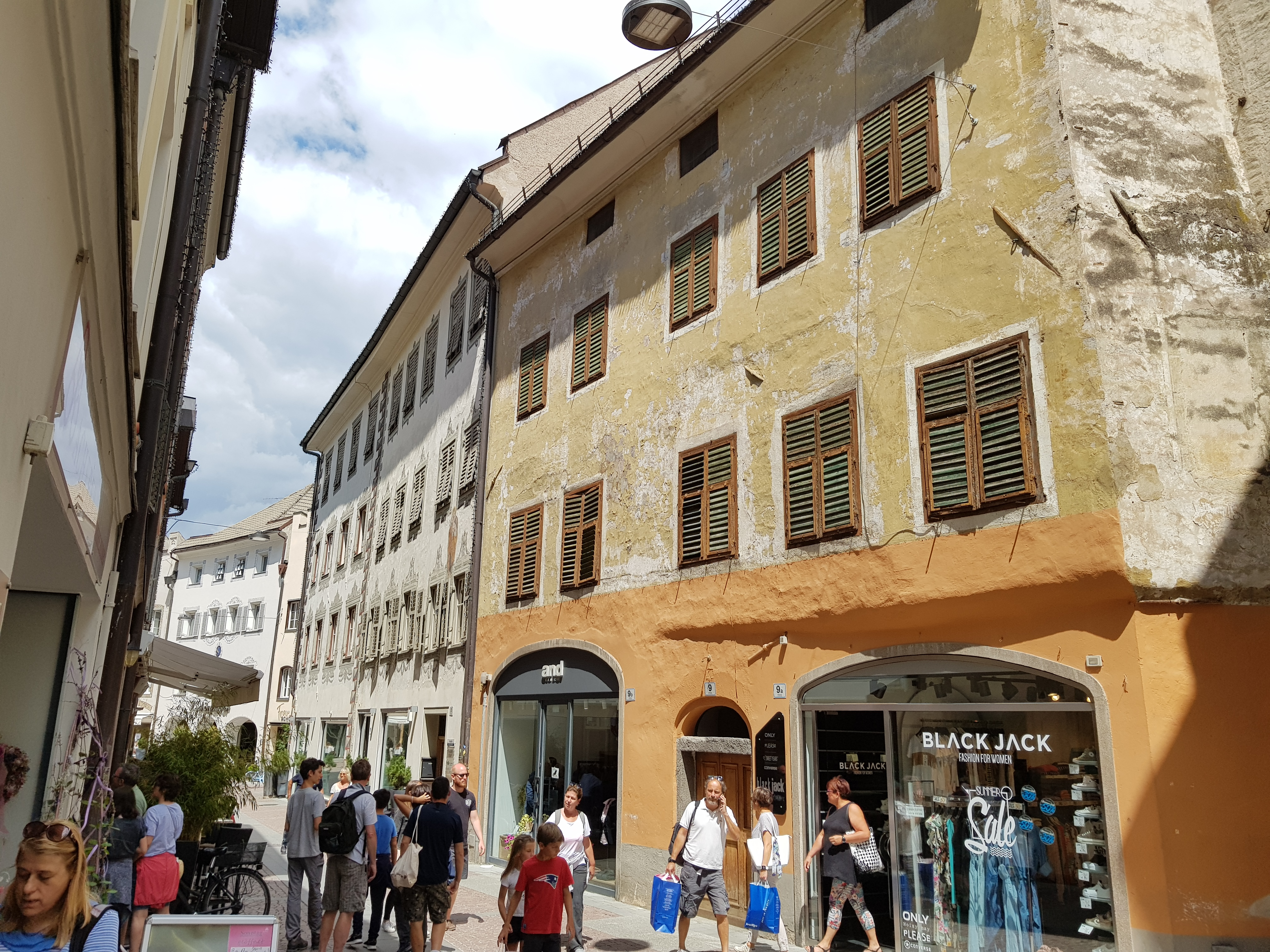
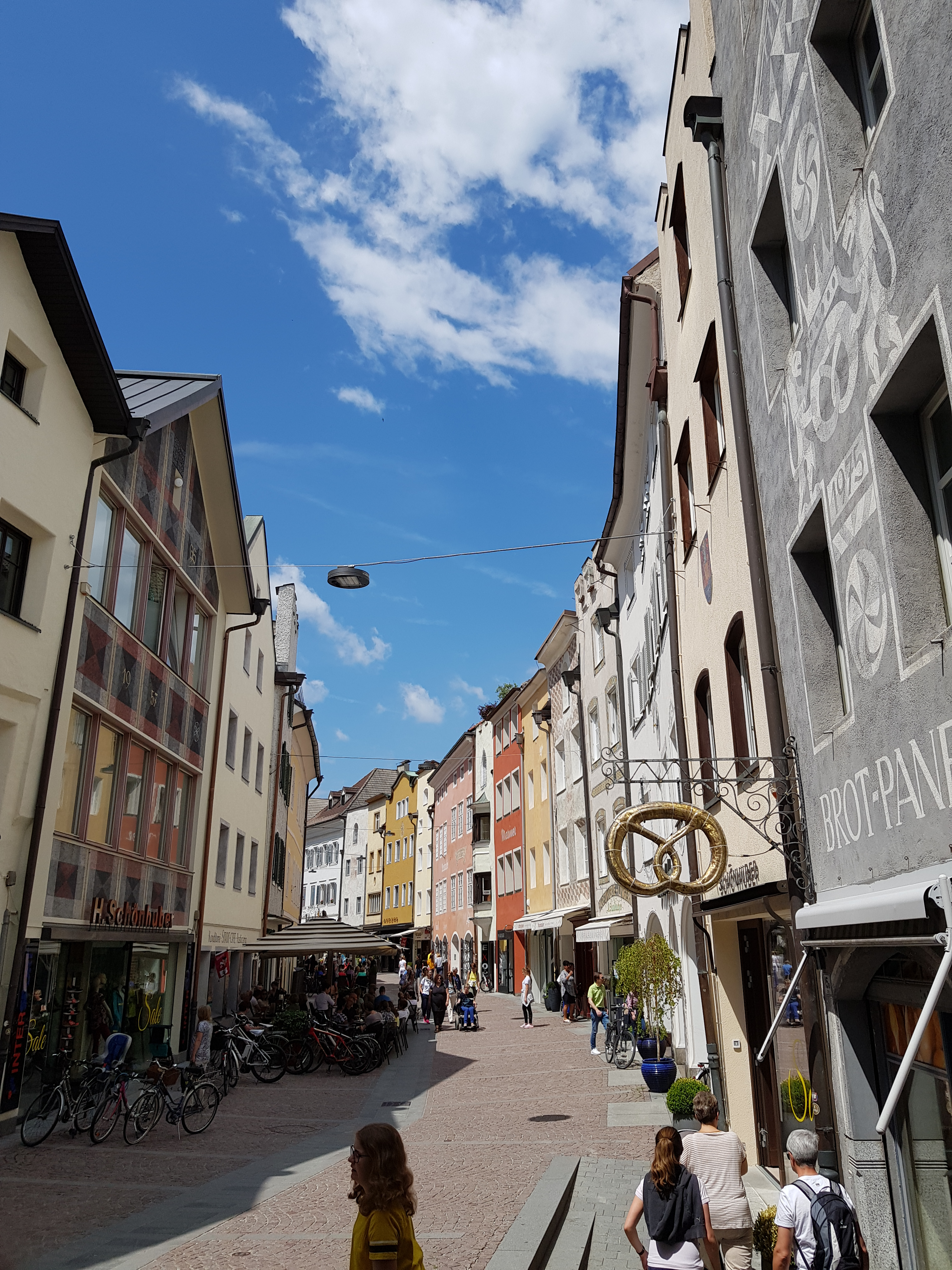
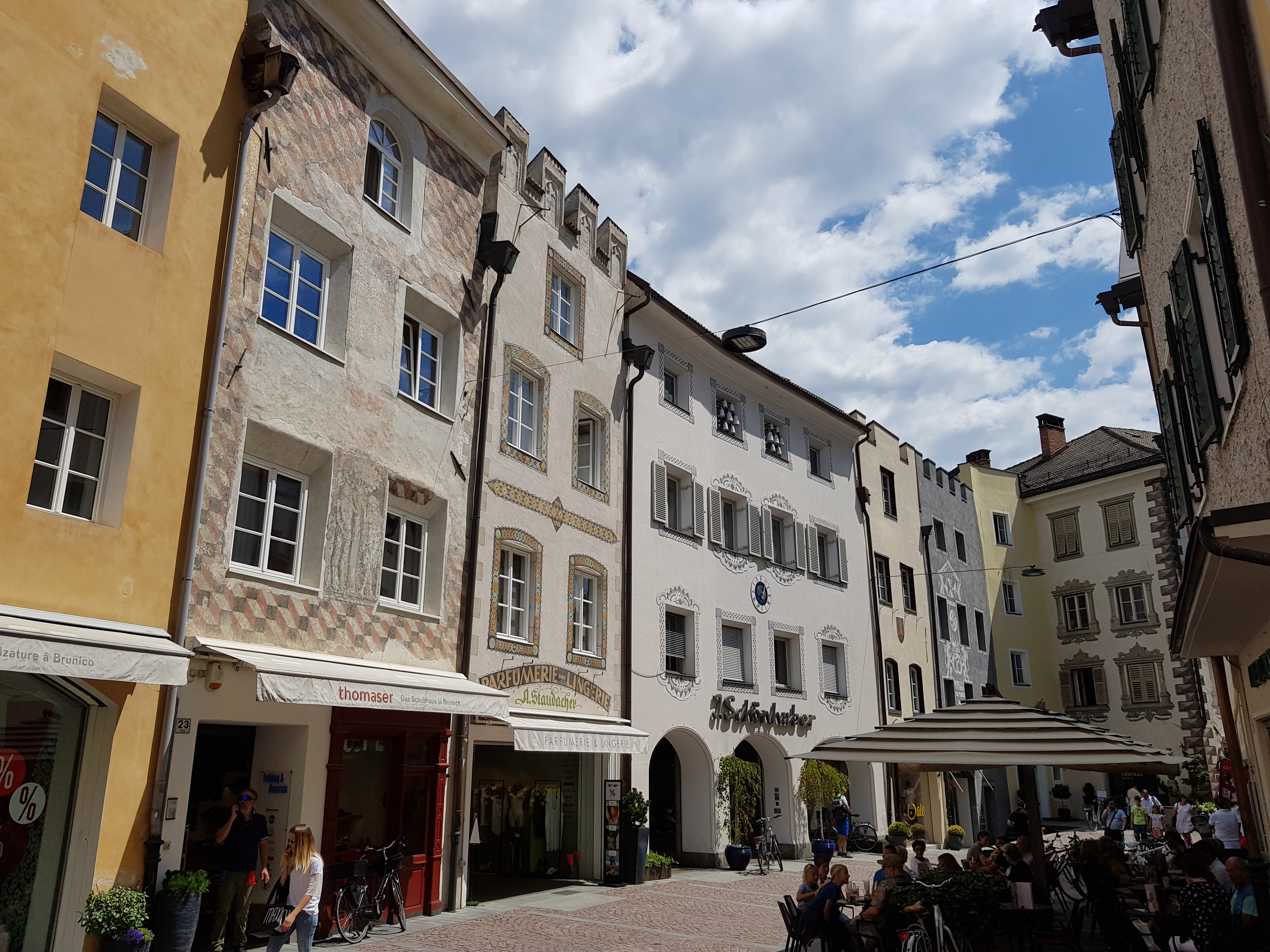
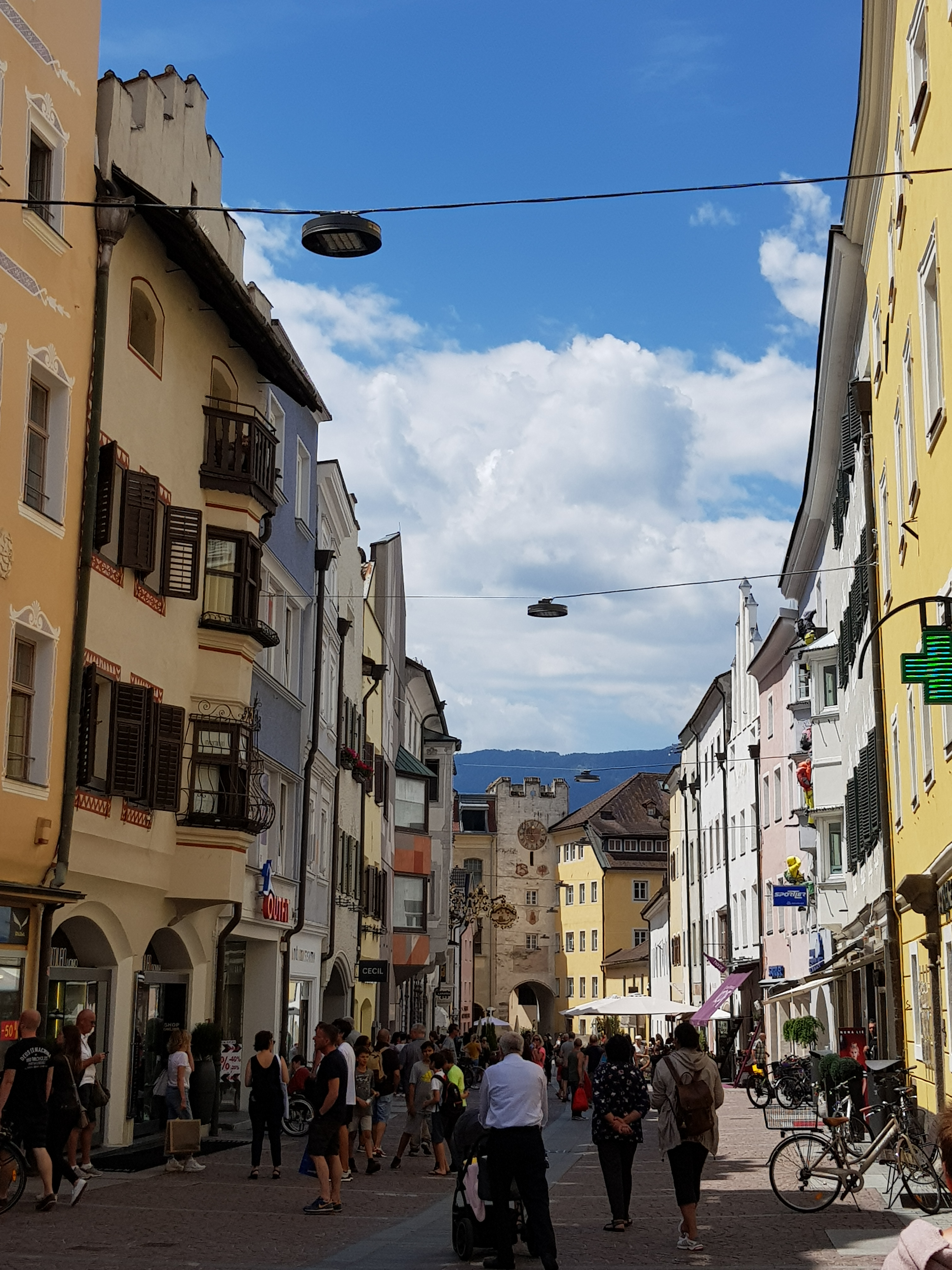
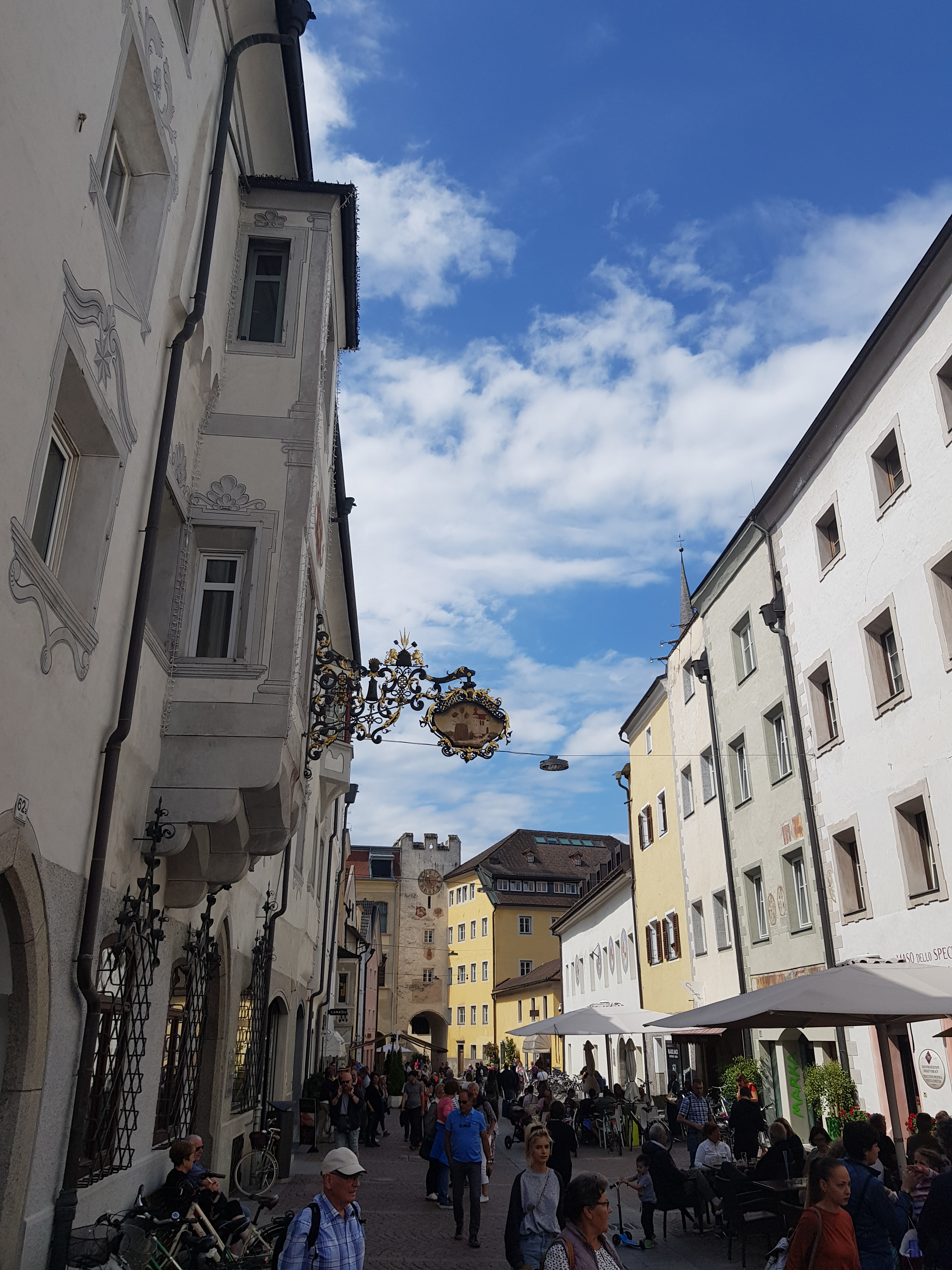
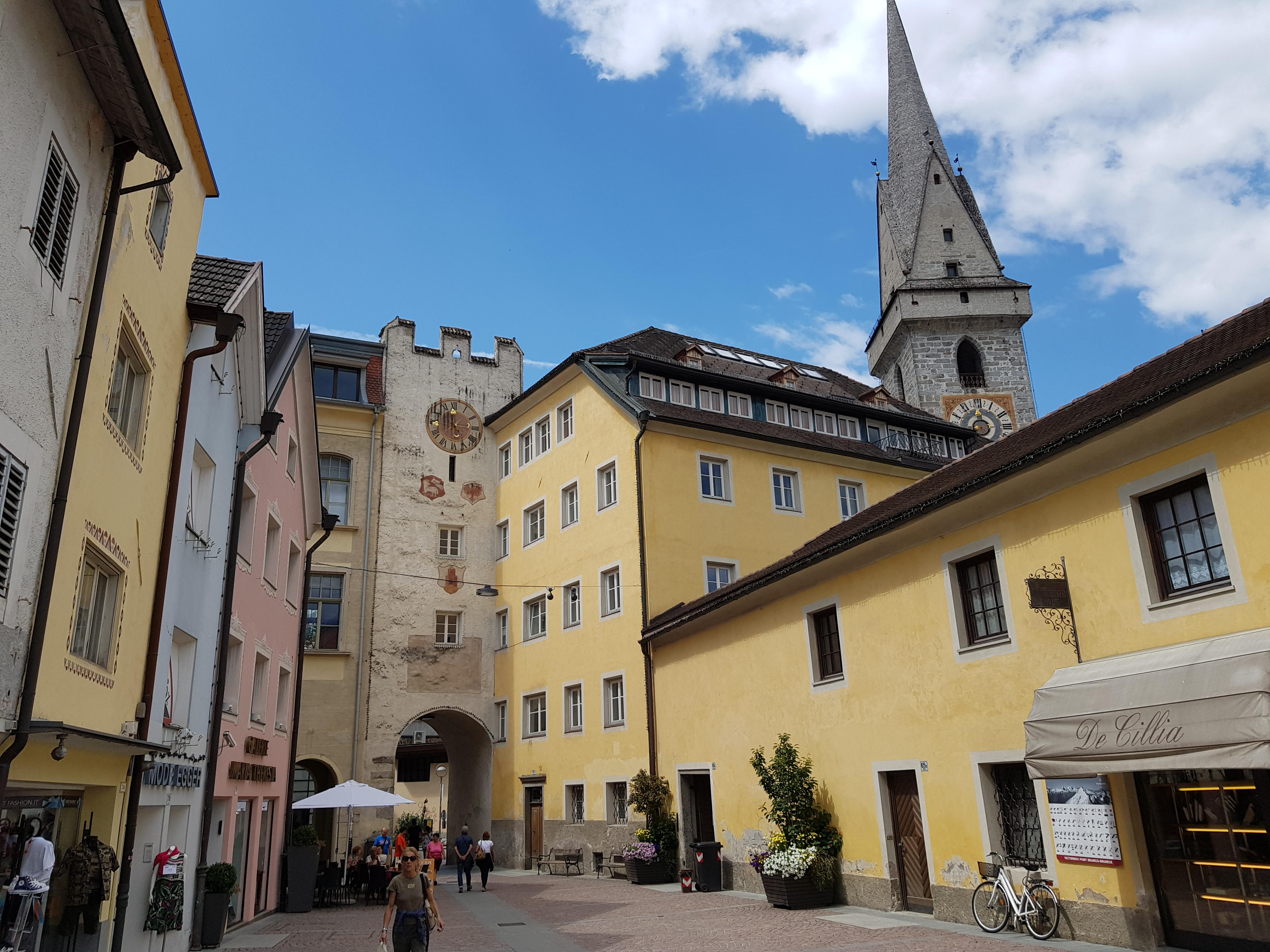
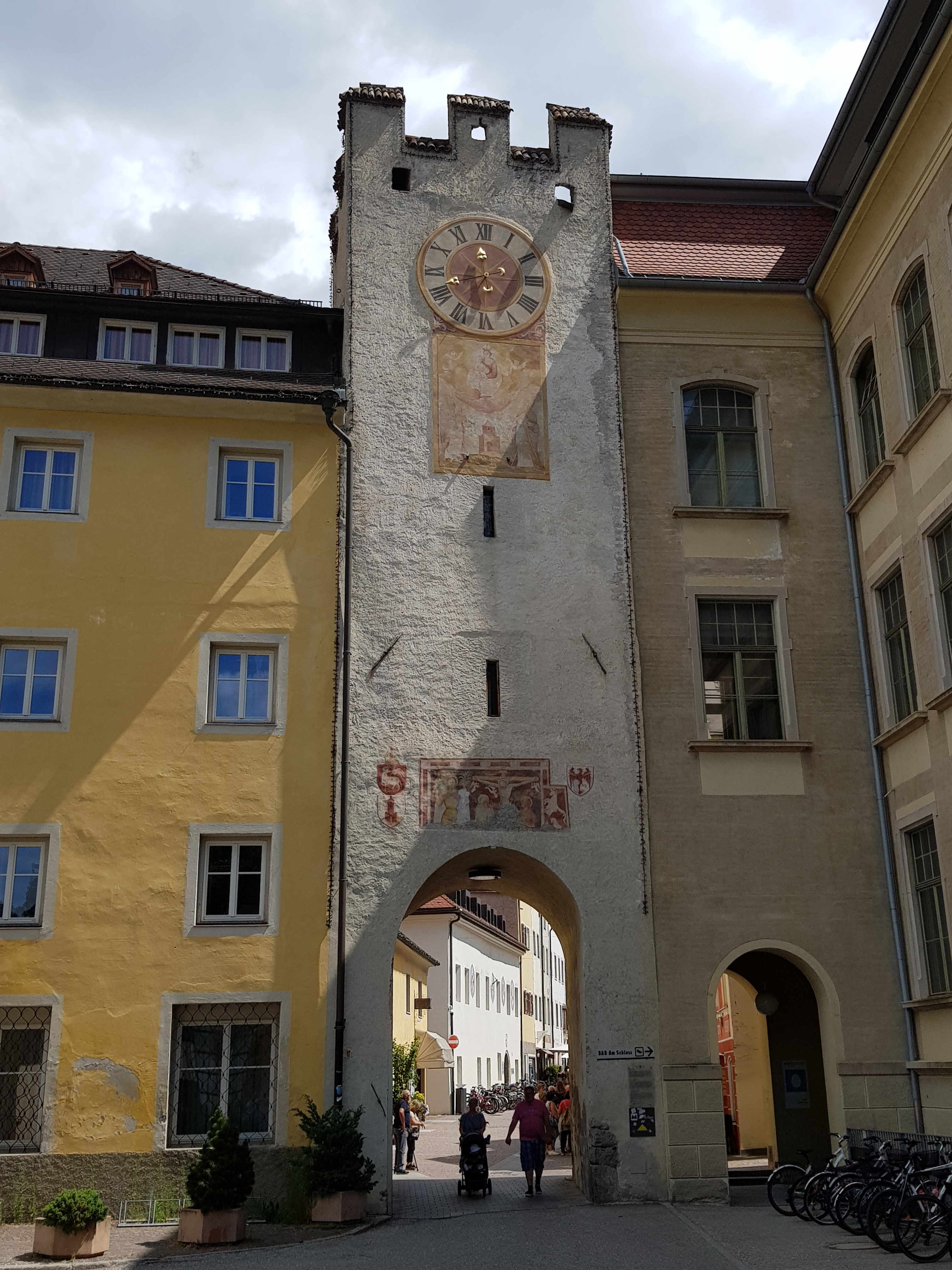

## Bauwerke

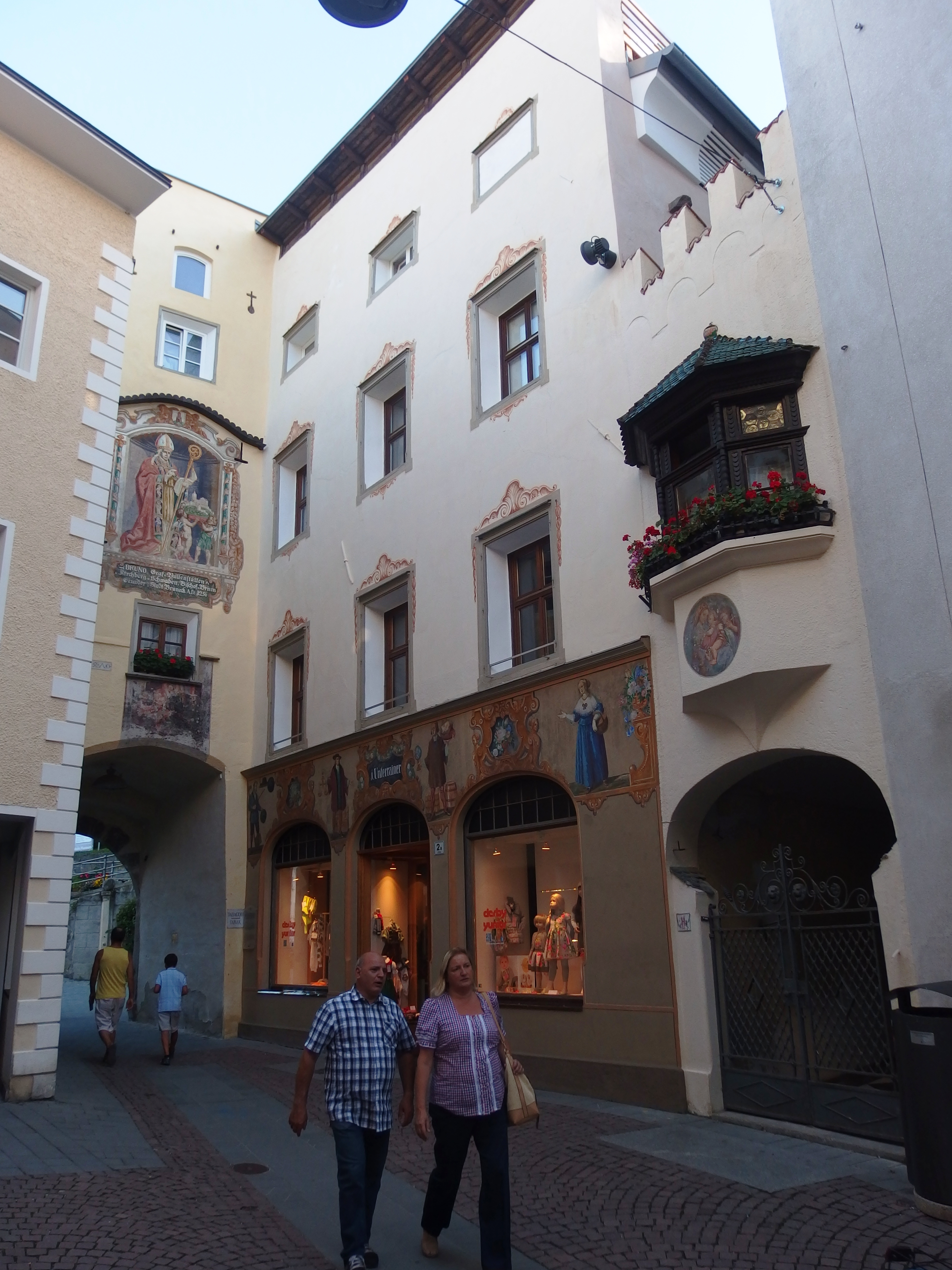
Unterrainertor und Haus Nr. 2

### Nr. 2: Unterrainertor
Die Stadtgasse beginnt im Osten mit dem Unterrainertor, Oberen Tor oder auch Ragentor, durch das man vom Ortsteil Ragen über den Pfeffergraben gelangte. In der Osterzeit wurde hier Ochsenfleisch mit Pfeffer an die Bevölkerung verteilt. Das Tor als Teil der Stadtbefestigung trägt an der Ostseite ein verwittertes Fresko mit der Kreuzigung und einem heiligen Bischof sowie der heute nicht mehr lesbaren Jahreszahl 1388. Auf der Westseite befindet sich ein ebenfalls verwittertes Wandgemälde, das dem Kreis um Michael Pacher zugeschrieben wird. Darüber sieht man den Stadtgründer Bischof Bruno von Hans Weber aus dem Jahr 1922. Die Durchfahrt besteht aus einem Rundbogen.
- Eintrag im Monumentbrowser auf der Website des Südtiroler Landesdenkmalamts

Am Unterrainertor angebaut erhebt sich das Haus Nr. 2 mit einem eingebauten Geschäftslokal. Auffällig ist ein Erker mit darunterliegendem Wandbild. Die Fenster zeigen gemalte Umrahmungen. Im ersten Stock existiert eine tonnengewölbte Küche.
- Eintrag im Monumentbrowser auf der Website des Südtiroler Landesdenkmalamts

Einst befand sich hier das sogenannte Schulviertel mit der deutschen oder Vulgärschule, auf der gegenüberliegenden Seite lag die Lateinschule.

### Nr. 7: Ehemalige Fragsburg
Die ehemalige Fragsburg gehörte dem Tiroler Landesfürsten Sigmund dem Münzreichen, der es 1446 gegen ein Haus in Innsbruck tauschte, das dem Bischof von Brixen gehörte. 1546 gab dieser es dem Richter Peter Paul Hahn zu Hahnberg weiter, weshalb das Gebäude auch Hahnburg genannt wurde. Seit dem 18. Jahrhundert befand sich hier eine Apotheke.
Das viergeschossige Haus zeigt eine barocke Fassadengestaltung, die Granitrahmung an der Eingangstür trägt die Jahreszahl 1769. Im Inneren sind Keller und Erdgeschoss zum Teil gewölbt, im ersten Stock befand sich ein Saal mit Doppeltüren und Stuckdecke aus der Zeit um 1750, der heute abgeteilt ist. Beachtung verdienen noch ein weiteres Zimmer mit Stuckdecke und zwei gewölbte Räume.
- Eintrag im Monumentbrowser auf der Website des Südtiroler Landesdenkmalamts

### Nr. 9
Der im Kern mittelalterliche und an das Rienztor angrenzende Bau weist Fenster mit spätbarocken Elementen auf. Im ersten Obergeschoss befinden sich zwei getäfelte Stuben sowie eine Flachdecke mit Schablonenmalereien aus dem 19. Jahrhundert. Im zweiten Obergeschoss sind eine Stuckdeckeneinfassung sowie Schablonenverzierungen erhalten.
- Eintrag im Monumentbrowser auf der Website des Südtiroler Landesdenkmalamts

### Nr. 10
Das schmale dreistöckige Haus besitzt im ersten Stock ein Wandgemälde der Immaculata. Im Erdgeschoss befindet sich ein langgezogener gewölbter Raum mit Stichkappen; auch der Keller ist gewölbt. Ebenso ist der gemauerte Treppenaufgang bemerkenswert.

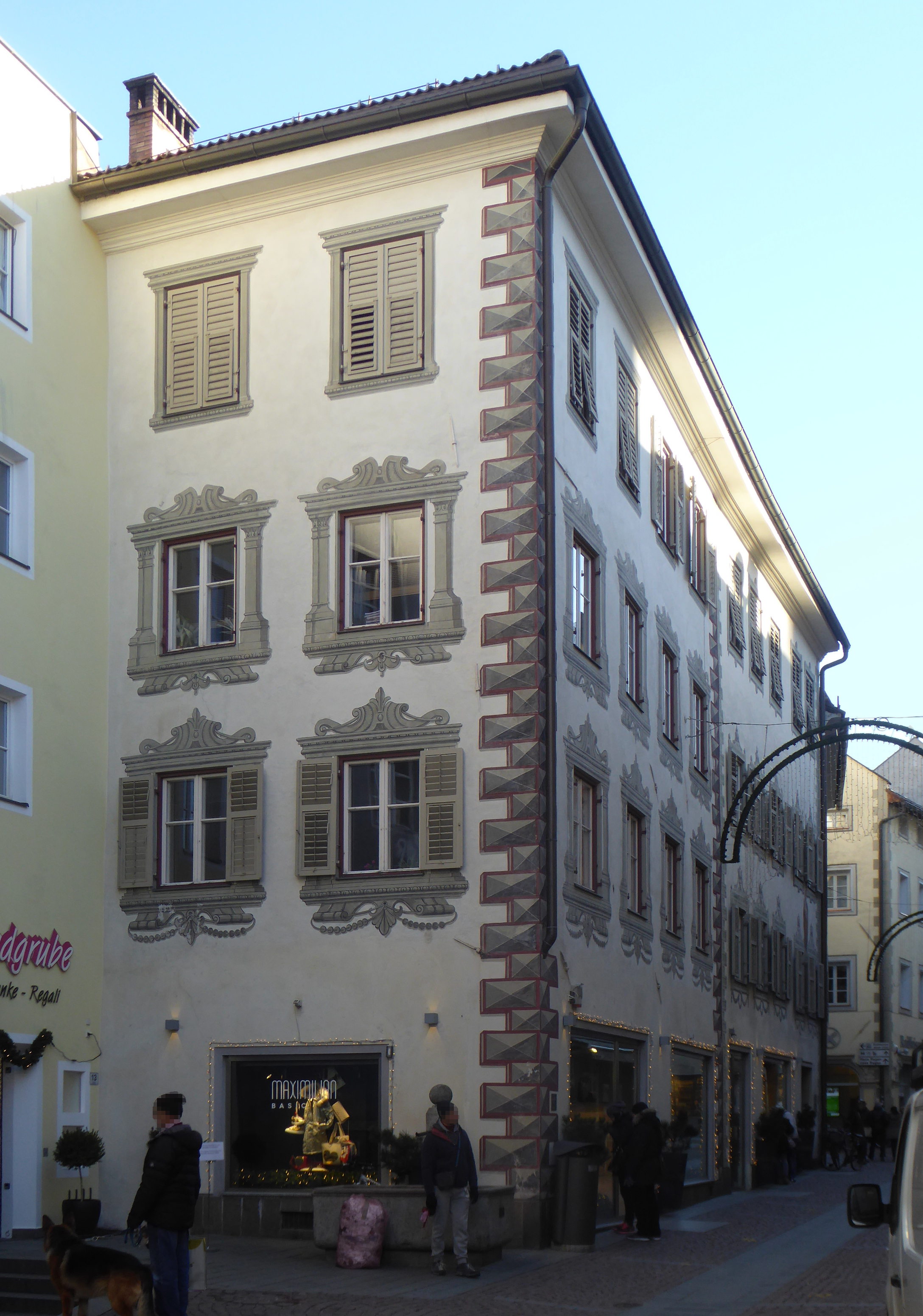
Stadthaus Nr. 11, ganz links Paradeishaus und davor Brunnen

- Eintrag im Monumentbrowser auf der Website des Südtiroler Landesdenkmalamts

### Nr. 11
Dieses große Stadthaus ist das letzte im schmalen östlichen Abschnitt der Stadtgasse. Die viergeschossige Fassade ist durch gemalte Fenstereinfassungen geschmückt. Gewölbe finden sich in Keller und Erdgeschoss. Im ersten Stock sind zwei Räume mit Stuckdecken beachtenswert.
- Eintrag im Monumentbrowser auf der Website des Südtiroler Landesdenkmalamts

### Nr. 12
Im Keller des viergeschossigen Stadthauses sind noch spätmittelalterliche Steinquaderpfeiler mit zwei Entlastungsbögen vorhanden, worüber nur mehr in der östlichen Hälfte eine Balkendecke ruht. Der mittlere Hausteil des Erdgeschosses ist gewölbt; im zweiten Stock befindet sich ein Zimmer mit einer Stuckleiste. Im Stiegenhaus ist ein originales Barockfenster erhalten.
- Eintrag im Monumentbrowser auf der Website des Südtiroler Landesdenkmalamts

### Nr. 13: Paradeishaus
Das zur Stadtgasse sehr schmale, einachsige Haus weist auf der Rückseite zur Rienz eine größere Breite auf und war dort Teil der Stadtmauer. Man nimmt an, dass bereits vor der Verbauung der Stadt hier ein Haus stand; es handelte sich nämlich um ein exemptes, also ein nicht dem Stadtgericht unterstehendes Haus, sondern war dem Oberamtspfleger, der für die Besitzungen außerhalb der Stadt zuständig war, zugeordnet. Das Haus wurde weiters zur Porth genannt, was bedeutet, dass hier nebenan ein Stadttor bestanden haben muss, durch das die Straße durch das Pustertal in die Stadt hineinführte. Außerhalb des Tores überquerte eine überdachte Stadtbrücke die Rienz. Noch heute ist das Paradeishaus das letzte im breiten Abschnitt der Stadtgasse, was auf diese topographischen Gegebenheiten verweist. Ein neuerer Brunnen steht vor dem Haus an jener Stelle, an der früher der Obere Brunnen lag.
Im Inneren sind in Erdgeschoss und erstem Stock tonnengewölbte Räume zu beachten.
- Eintrag im Monumentbrowser auf der Website des Südtiroler Landesdenkmalamts

### Nr. 15
In diesem Haus befand sich einst der Gasthof Goldener Löwe. Die zinnenbekrönte Fassade ist mit einem modernen Sgraffito, das auf die hier ansässige Bäckerei verweist, versehen. Über der Rechtecktür in Steinrahmung mit Rosetten ist die Jahreszahl 1820 zu sehen. Der Geschäftsraum besitzt ein Tonnengewölbe während der Hausflur ein Gratgewölbe aufweist.

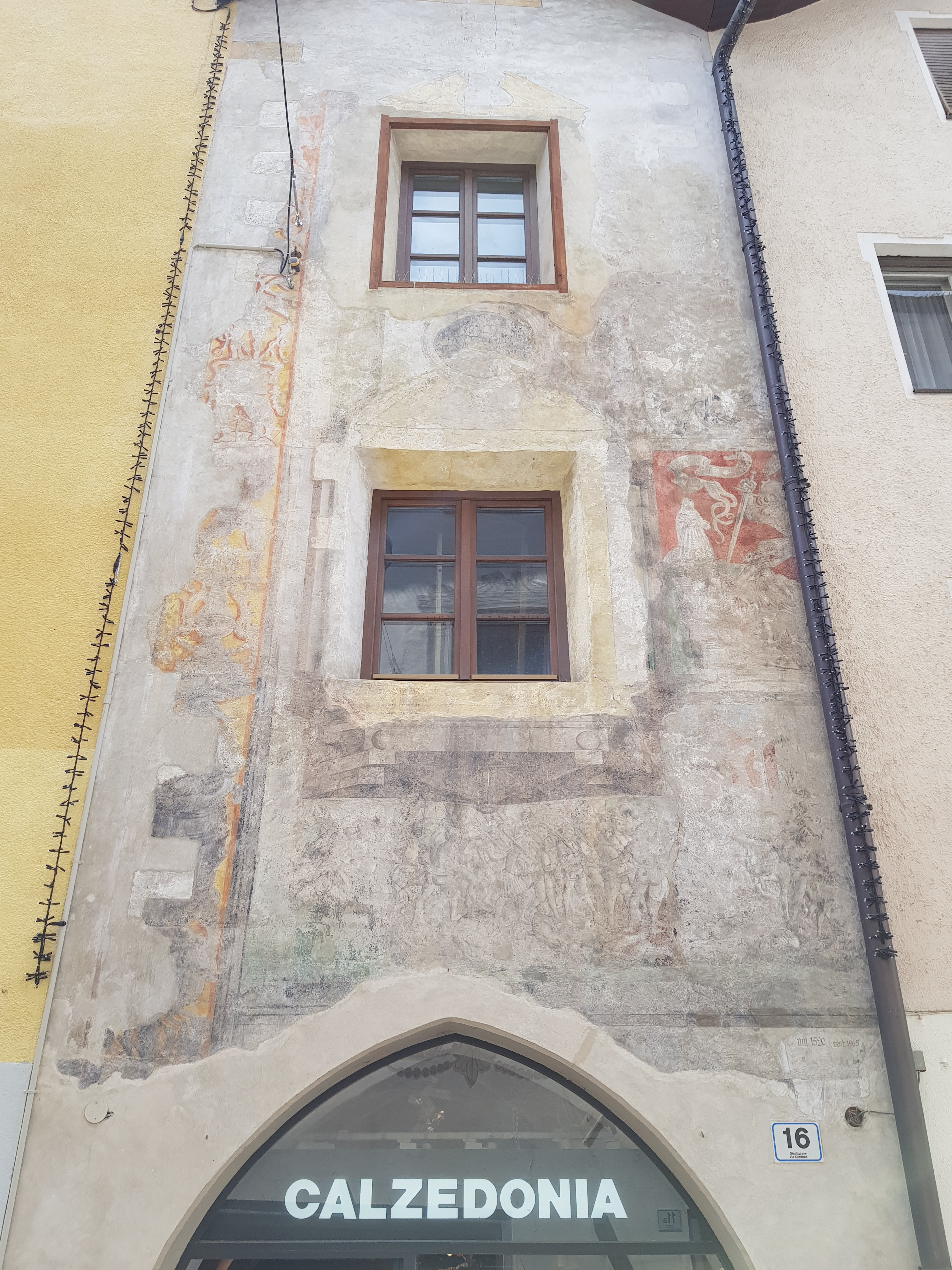
Bemalte Fassade auf Nr. 16

- Eintrag im Monumentbrowser auf der Website des Südtiroler Landesdenkmalamts

### Nr. 16
Die Fassade des schmalen, einachsigen Hauses ist großflächig mit Fabelmalerein aus dem 16. Jahrhundert bedeckt. Die Jahreszahl im Giebelfeld ist nur unvollständig mit 177.. zu erkennen. Das Gebäude hat im Erdgeschoss einen Raum mit Dreistrahlgewölbe, im ersten Stock ein Zimmer mit einfacher Täfelung. Der Treppenaufgang ist gemauert.
- Eintrag im Monumentbrowser auf der Website des Südtiroler Landesdenkmalamts

### Nr. 17
Das zweiachsige Haus besitzt einen Zinnenabschluss. Im Inneren sind die Kellerräume gewölbt, im Erdgeschoss befindet sich ein Kreuzgratgewölbe und eine überwölbte Lichthaube. Das Geländer der Treppe ist aus Holz.
- Eintrag im Monumentbrowser auf der Website des Südtiroler Landesdenkmalamts

### Nr. 21
Das Haus wird durch einen Zinnenkranz abgeschlossen; an deren Zinnen befinden sich Nischen mit Blendmaßwerk aus dem 19. Jahrhundert. Die Kellerräume sind gewölbt, im Erdgeschoss gibt es einen Raum mit Tonnengewölbe.

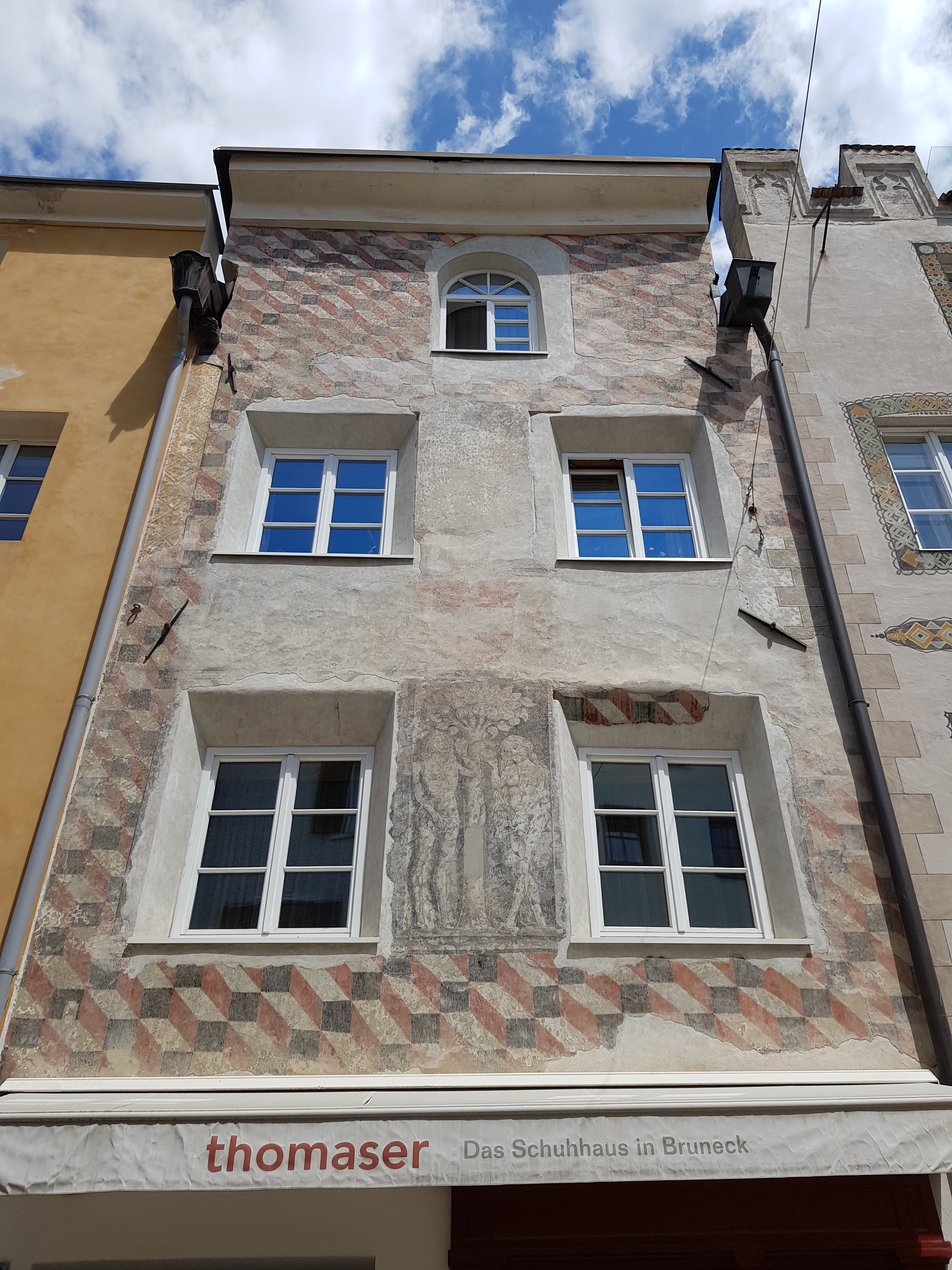
Bemalte Fassade an Nr. 23

- Eintrag im Monumentbrowser auf der Website des Südtiroler Landesdenkmalamts

### Nr. 23
Die Fassade mit tiefen Fensterleibungen besitzt einen geraden Mauerabschluss. Interessant sind die Reste von Wandgemälden, Adam und Eva darstellend. Über dem Lichtschacht befindet sich eine gewölbte Haube. Beachtenswert ist im ersten Stock ein Zimmer mit Pilastergetäfel und im zweiten Stock eine Stuckdecke aus dem 18. Jahrhundert.
- Eintrag im Monumentbrowser auf der Website des Südtiroler Landesdenkmalamts

### Nr. 25
Die schlichte Fassade des Hauses ist erneuert. Im Erdgeschoss verbirgt sich ein tonnengewölbter Raum, ein kreuzgratgewölbter Lichtschacht mit Haube und im ersten Stock eine Felderdecke mit Vierpassmittelfeld.
- Eintrag im Monumentbrowser auf der Website des Südtiroler Landesdenkmalamts

### Nr. 26
Das Haus besitzt einen steilen Giebel, die Fenster liegen in tiefen Laibungen. Im Inneren gibt es im Erdgeschoss gewölbte Räume und im ersten Stock einen Vorplatz mit Netzgratgewölbe.

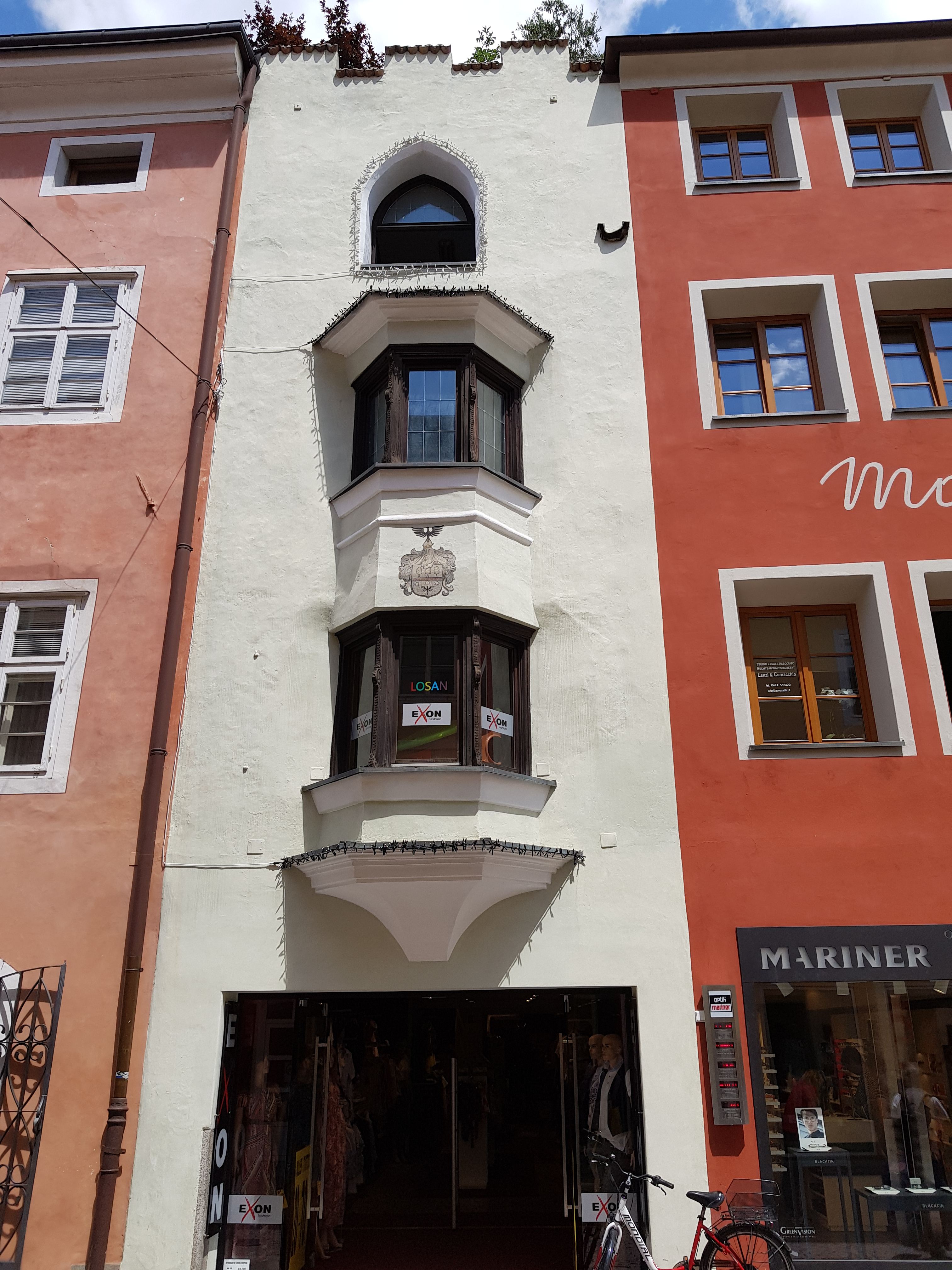
Haus Nr. 27

- Eintrag im Monumentbrowser auf der Website des Südtiroler Landesdenkmalamts

### Nr. 27
Die Fassade des schmalen Hauses wird durch Zinnen abgeschlossen und durch einen zweigeschossigen, polygonalen Erker gekennzeichnet. Im Inneren ist im ersten Stock eine einfache Felderdecke, deren Mittelfeld eine Immaculata aus dem 18. Jahrhundert zeigt, beachtenswert.
- Eintrag im Monumentbrowser auf der Website des Südtiroler Landesdenkmalamts

### Nr. 27B
Das viergeschossige Haus zeigt eine erneuerte Fassade mit tiefen Fensterlaibungen. Interessant ist das Tonnengewölbe im Stiegenhaus.

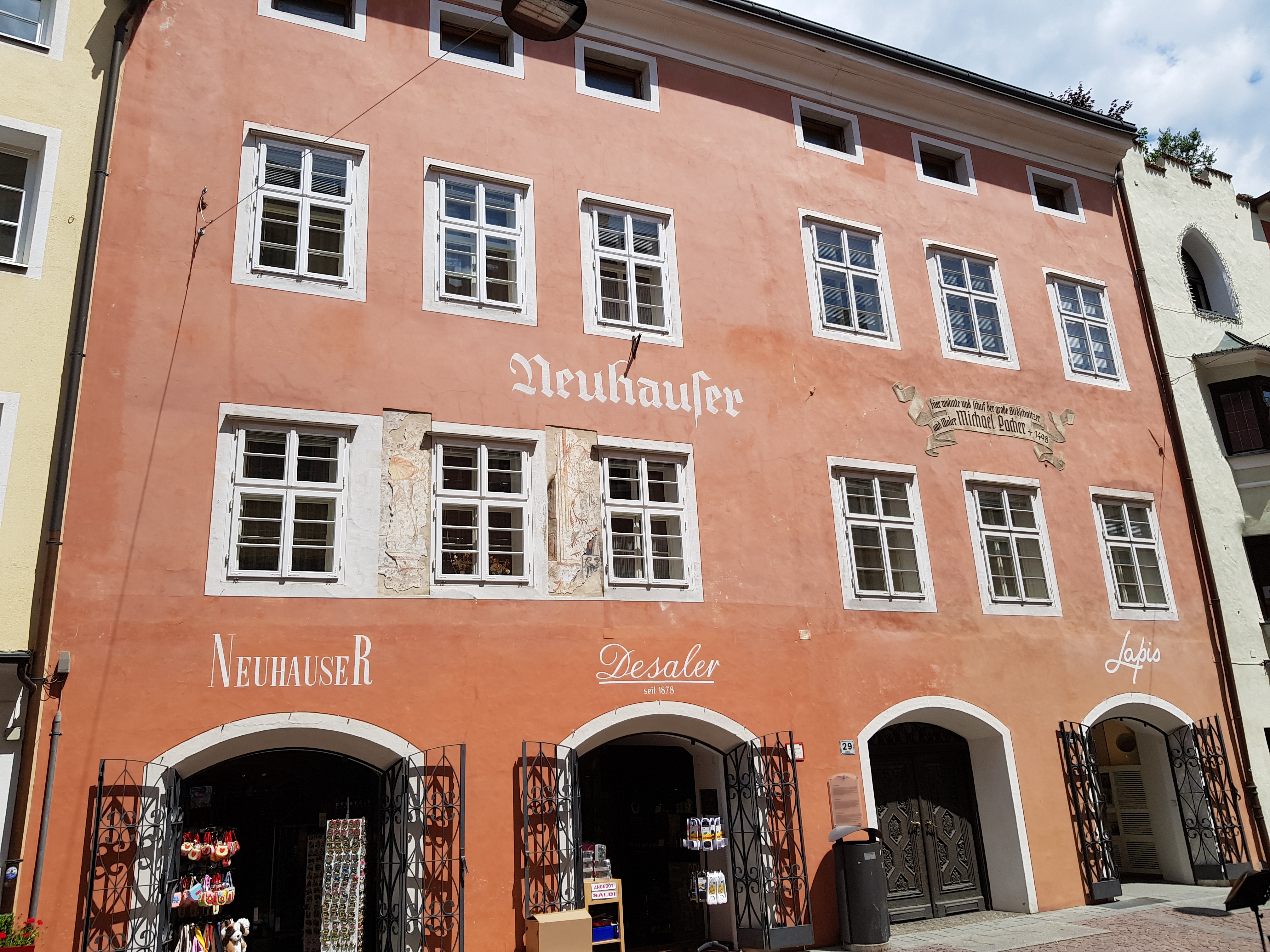
Wohnhaus von Michael Pacher

- Eintrag im Monumentbrowser auf der Website des Südtiroler Landesdenkmalamts

### Nr. 29: Michael-Pacher-Haus
Im östlichen Teil dieses mehrteiligen Gebäudes lebte und arbeitete im 15. Jahrhundert der bedeutendste Künstler Brunecks, Michael Pacher. 1818 wurde das Haus von der Familie Neuhauser erworben, wodurch seither auch der Name Neuhauserhaus geläufig ist. Bei der letzten Restaurierung konnten an der linken Fassadenfront Renaissancefresken entdeckt werden, die seither ausgespart blieben. Sie zeigen reiche Rankenmalerei mit Fabelwesen und Schriftbändern auf weißem Putz. Der Teil eines schwarz-goldenen Reichsadlers gehört hingegen zu einer älteren Putzschicht.
Im Inneren ist eine Halle mit Netzgratgewölbe sowie ein Geschäftsraum mit Kreuzgratgewölbe zu sehen. Weiters gibt es eine tonnengewölbte Lichthaube, ein barockes schmiedeeisernes Stiegengeländer und eine Küche mit Tonne. Ein Verbindungsgang führt zum Hausteil in der Hintergasse.
- Eintrag im Monumentbrowser auf der Website des Südtiroler Landesdenkmalamts

### Nr. 30, 30A
Das Haus mit seinen regelmäßigen Fensterreihen ist vor allem im Inneren interessant. Das Treppenhaus mit Lichthaube führt in den ersten Stock, wo sich die Defreggerstube genannte Trinkstube mit ihrem Pilastergetäfel aus dem Jahr 1894 befindet. Deren einzelne Wandfelder weisen die Wappen ganz Tirols (inklusive Welschtirols) und Trinksprüche auf, auf den Türen befinden sich Brandmalereien mit Wappen und der Ansicht Brunecks. In mehreren Räumen haben sich spätbarocke Stuckdecken erhalten.
- Eintrag im Monumentbrowser auf der Website des Südtiroler Landesdenkmalamts

### Nr. 39
Im Keller des dreigeschossigen Gebäudes gibt es drei langgezogene Räume mit Kreuzgratgewölben. Ein rundbogiger Ausgang führt von hier zur Hintergasse. Weitere kreuzgratgewölbte Räume im Erdgeschoss verdienen ebenso Beachtung wie der Treppenhof mit Lichthaube. In diesem Haus wurde der Schriftsteller und Heimatforscher Paul Tschurtschenthaler geboren.
- Eintrag im Monumentbrowser auf der Website des Südtiroler Landesdenkmalamts

### Nr. 40
Das Haus besitzt eine Fassade mit rundbogigem Geschäftsportal und tiefliegenden Fensterlaibungen und gemalten Umrahmungen. Der Treppenaufgang ist überwölbt, im Lichthof befinden sich Holztreppen. Die Küchen im ersten und zweiten Stock weisen Tonnengewölbe auf; außerdem gibt es noch einen Raum mit barocker Stuckdecke.

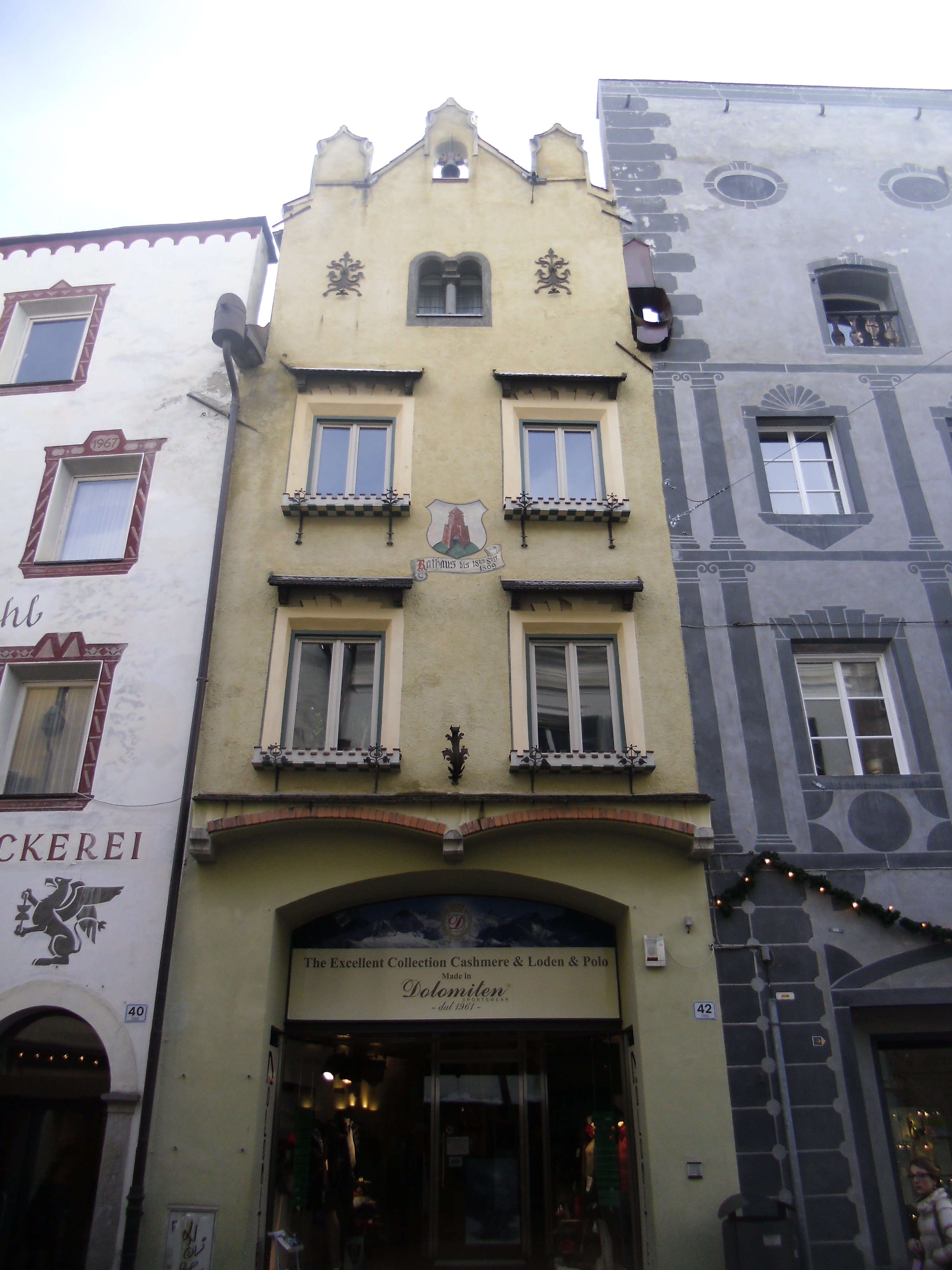
Zweites Rathaus Brunecks, Nr. 42

- Eintrag im Monumentbrowser auf der Website des Südtiroler Landesdenkmalamts

### Nr. 42: Ehemaliges zweites Rathaus Brunecks
Dieses schmale Haus war das zweite Rathaus Brunecks in den Jahren 1546 bis 1799/1802. Seine ehemalige Funktion wird noch heute am gemalten Stadtwappen an der Fassade und an der Rathausglocke in der mittleren Zinne der Hausbekrönung deutlich. Mit ihr wurden die Ratsmitglieder zu den Sitzungen einberufen.
Die heutige Fassade stammt aus dem späten 19. Jahrhundert. Oberhalb der gerade verdachten Fensterreihen ist mittig auch ein Doppelbogenfenster zu sehen. Das Gebäude besitzt aber im Kern noch mittelalterliches Mauerwerk. Im Inneren existieren mehrere gewölbte Räume.

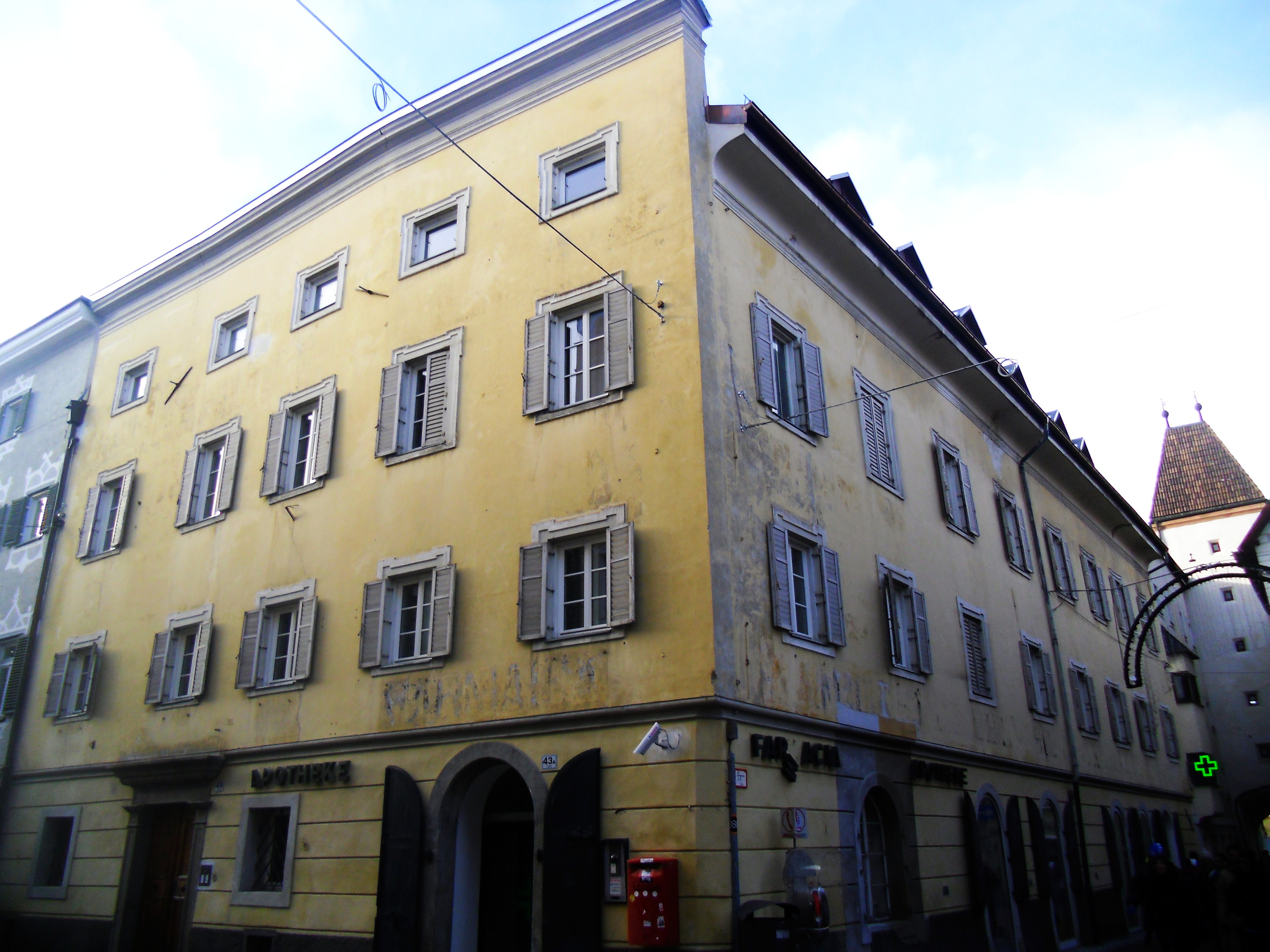
Stadtapotheke

- Eintrag im Monumentbrowser auf der Website des Südtiroler Landesdenkmalamts

### Nr. 43, 43A: Stadtapotheke
Das große Haus an der Ecke zur Florianigasse bestand ursprünglich aus drei Hauseinheiten; die Grundmauern reichen bis in die Mitte des 13. Jahrhunderts zurück. 1526 richtete Veit Söll, der damalige Besitzer, eine Trinkstube ein. Sie ist heute noch erhalten und zeigt schöne Wandmalereien aus der Bauzeit. Weitere beachtenswerte Räume sind der gewölbte Apothekenraum und eine Hauskapelle im ersten Stock. Im Hausgang sieht man Netzgratgewölbe; eine gemauerte Treppe führt in den Keller. Auch im ersten Stock gibt es einen Gang mit Gratgewölbe.
- Eintrag im Monumentbrowser auf der Website des Südtiroler Landesdenkmalamts

### Nr. 44: Ehemaliges erstes Rathaus Brunecks
Dieses Haus wird bereits 1402 als Gerichts- und Rathaus von Prauneck bezeichnet; es ist das älteste Rathaus Brunecks. Damals war noch ein Stadtrichter das Oberhaupt der Stadt, seit 1426 aber amtierte hier ein von der Bürgerschaft gewählter Bürgermeister. Der erste war Erasmus Sell. Das Haus ist aber noch unter weiteren Namen geläufig: Nach einem Besitzer, dem Tabak- und Stempelverleger Josef Strele und seinem Sohn Karl, war es ab 1838 als Strehlehaus bekannt. Ab 1903 gehörte es dem Gymnasialprofessor Karl Meusburger, daher auch Meusburgerhaus genannt. Nach dem nun hier ansässigen Uhrmacher Gasser heißt es jetzt Gasserhaus.
Das direkt gegenüber der Florianigasse liegende Gebäude besitzt eine auffällige Fassade mit Feuermauer und einem zweigeschossigen Viereckerker auf Kragsteinen. Darunter liegt die steingerahmte, abgefaste Spitzbogentür. Bis zum zweiten Stockwerk ist die Fassade reich mit Architekturelementen bemalt. Im Erdgeschoss befindet sich ein Raum mit Kreuzgratgewölbe. Recht alt ist auch der Lichthof. Weiters gibt es im Obergeschoss Stuckdecken.

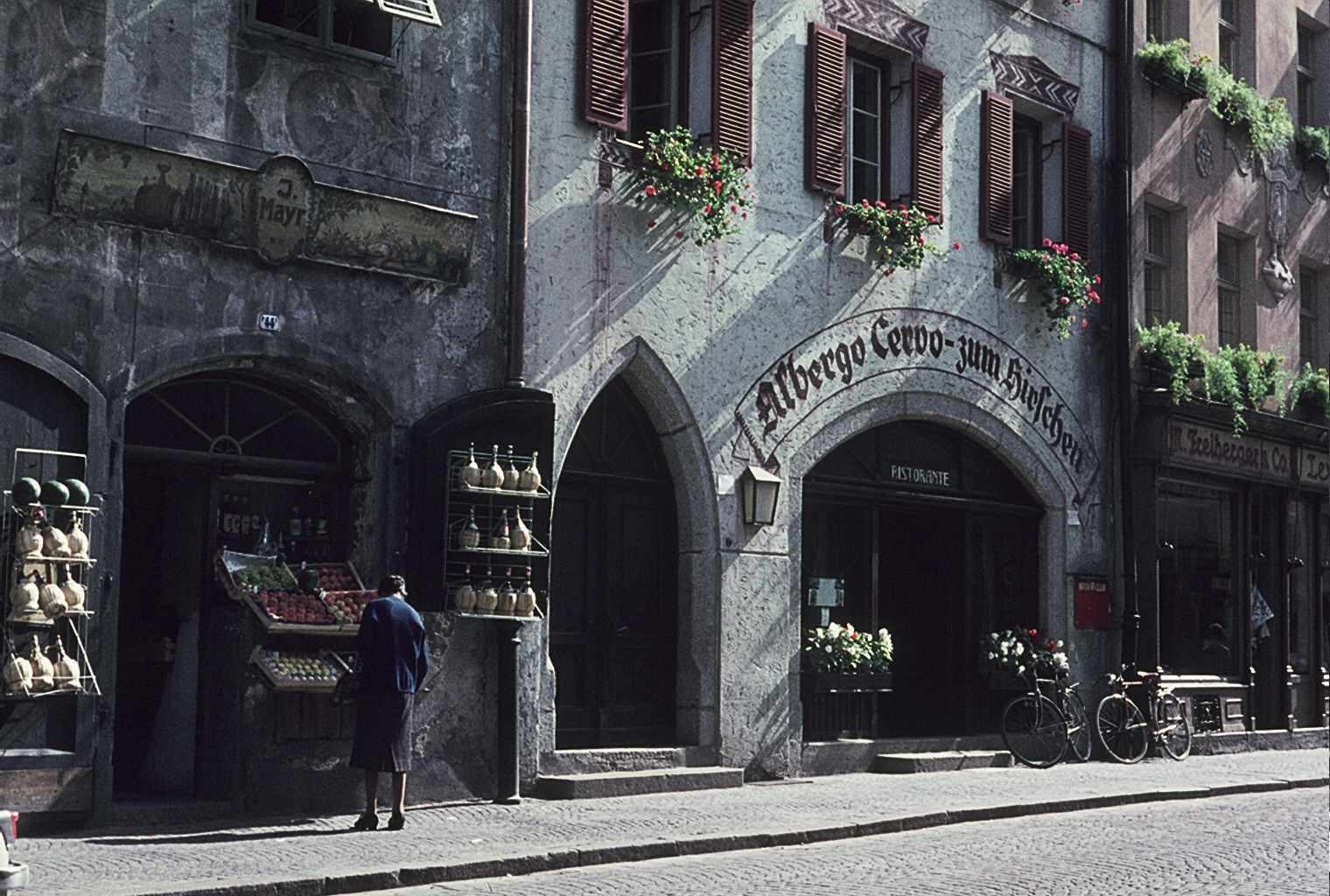
Haus Nr. 46 auf einer Aufnahme aus den 1960er Jahren mit noch existierendem Gasthof

- Eintrag im Monumentbrowser auf der Website des Südtiroler Landesdenkmalamts

### Nr. 46: Ehemaliger Gasthof Goldener Hirsch
Hier befand sich der Gasthof Goldener Hirsch, auf den noch das Hausschild eines springenden Hirschen an der Fassade verweist. Die einstigen Räume des Lokals im Erdgeschoss besitzen schöne Gratgewölbe. Überwölbt ist auch der Treppenaufgang und die Haube des Lichtschachts. Ein Raum im Obergeschoss ist tonnengewölbt.
- Eintrag im Monumentbrowser auf der Website des Südtiroler Landesdenkmalamts

### Nr. 47, 49, 51
Die zusammengehörigen Häuser bestanden einst aus vier Hauseinheiten. Hervorstechend ist der zweigeschossige, polygonale Erker an der Fassade. Die Fenster liegen in tiefen Laibungen. Im Erdgeschoss existieren kreuzgratgewölbte Räume, im ersten Stock befinden sich ein tonnengewölbter Gang mit Stichkappen und ein Raum mit Felderdecke, in dem sich ein Wandgemälde, den Gnadenstuhl darstellend, aus dem Anfang des 15. Jahrhunderts erhalten hat.

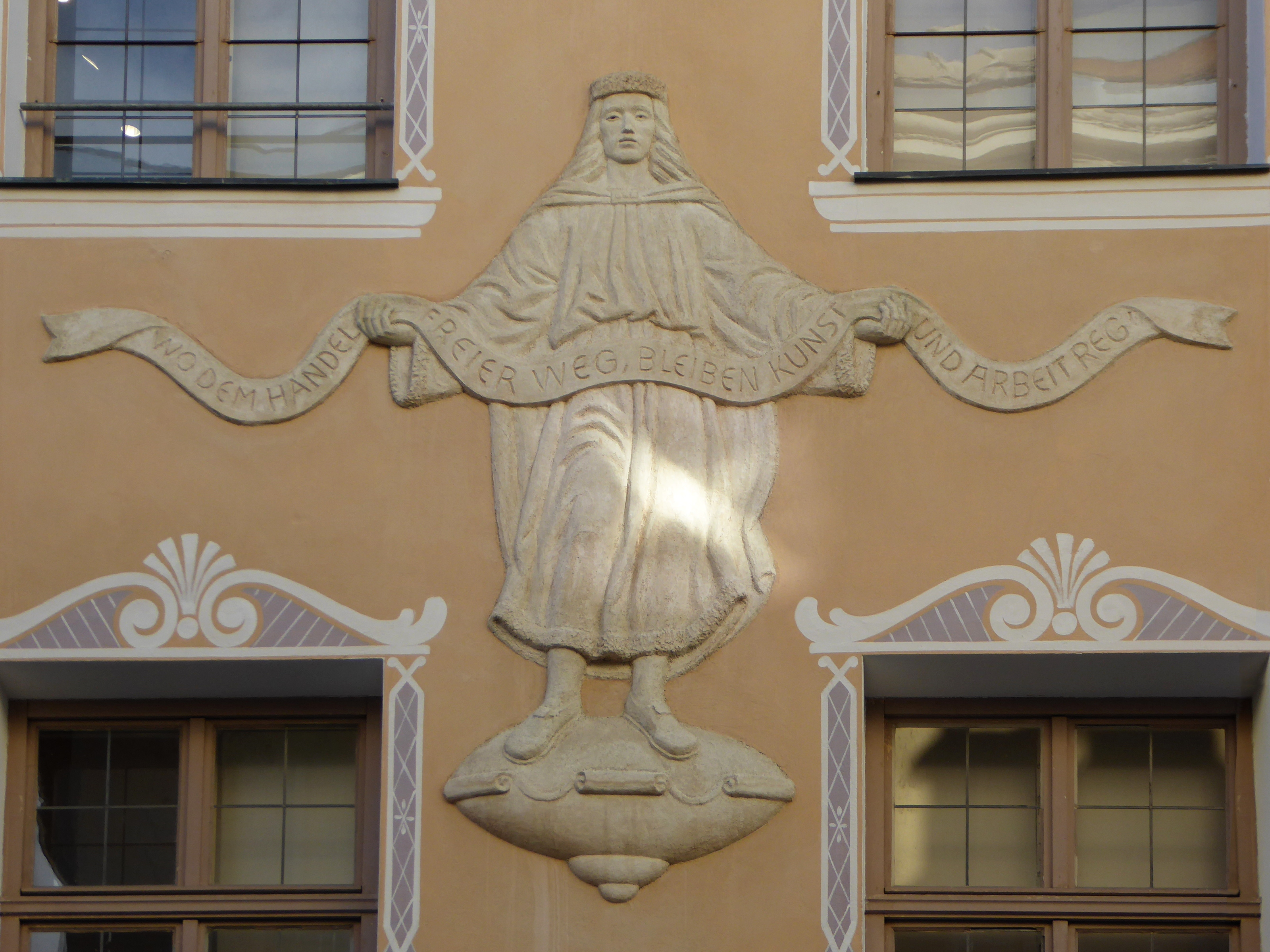
Kaufmannsrelief am Haus Nr. 48

- Eintrag im Monumentbrowser auf der Website des Südtiroler Landesdenkmalamts

### Nr. 48
Das fünfgeschossige Haus zeigt eine schöne Fassade mit geschwungenem Barockgiebel, gemalten Fensterrahmungen und dem Relief eines Kaufmannes, ein Spruchband in Händen haltend. Gewölbte Räume finden sich in Erdgeschoss und erstem Stock, im zweiten Stock gibt es eine Küche mit Tonnengewölbe und einen Wohnraum mit einer Stuckleiste an der Decke.

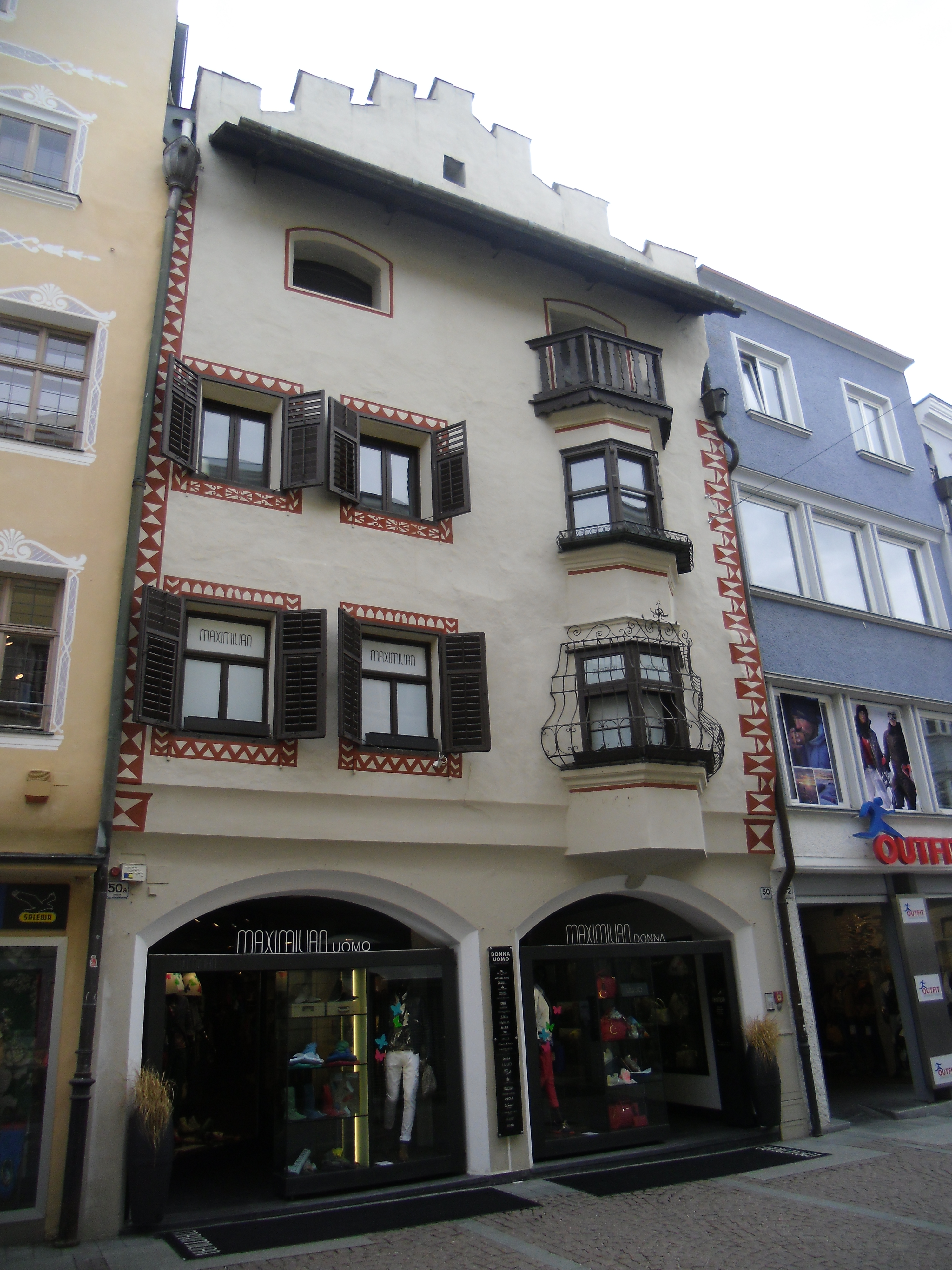
Stoffelehaus Nr. 50

- Eintrag im Monumentbrowser auf der Website des Südtiroler Landesdenkmalamts

### Nr. 50: Stoffelehaus
Das sogenannte Stoffelehaus weist an der rechten Fensterachse einen zweigeschossigen Erker mit darüberliegendem Balkon auf. Die Fassade ist durch gemalte Dekorelemente an Hauskanten und Fensterrahmungen sowie durch einen Zinnengiebel gekennzeichnet. Im Inneren gibt es einen gemauerten Treppenaufgang und im ersten Stock einen kreuzgratgewölbten Gang.
- Eintrag im Monumentbrowser auf der Website des Südtiroler Landesdenkmalamts

### Nr. 53: Nöcklerhaus
Nach einer Besitzerin aus dem 19. Jahrhundert ist dieses gotische Haus als Nöcklerhaus bekannt. Die Fassade weist einen Spitzgiebel mit Zinnenkranz auf. In der Halle im Erdgeschoss ruht ein Kreuzgratgewölbe auf Viereckpfeilern. Das Treppenhaus besitzt eine Lichthaube und ein Holzgeländer.
- Eintrag im Monumentbrowser auf der Website des Südtiroler Landesdenkmalamts

### Nr. 54
Das schmale zweiachsige und viergeschossige Haus zeigt eine Fassade, deren Stockwerke durch Gesimse gegliedert und deren Fenster mit plastischen Rahmungen versehen sind. Im Erdgeschoss gibt es Tonnengewölbe und einen Raum mit Balkendecke. Auch im Keller existiert eine Balkendecke, dort mit abgefaster Mittelstütze. Im ersten Stock liegt eine Küche mit Tonnengewölbe, im zweiten Stock ein Zimmer mit Stuckdecke.
- Eintrag im Monumentbrowser auf der Website des Südtiroler Landesdenkmalamts

### Nr. 55
Am Haus mit einfacher Fassadengestaltung sticht ein Flacherker im ersten Stock und ein Wappenfresko mit dem spätgotischen Wappenschild der Familie Mor heraus. Die Fenster liegen in tiefen Laibungen. Im Keller ist noch mittelalterliches Mauerwerk vorhanden. Das Erdgeschoss besitzt einen tonnengewölbten Raum und einen Lichthof. Im ersten Stock gibt es eine Stube mit barocker Täfelung und einem Kachelofen.

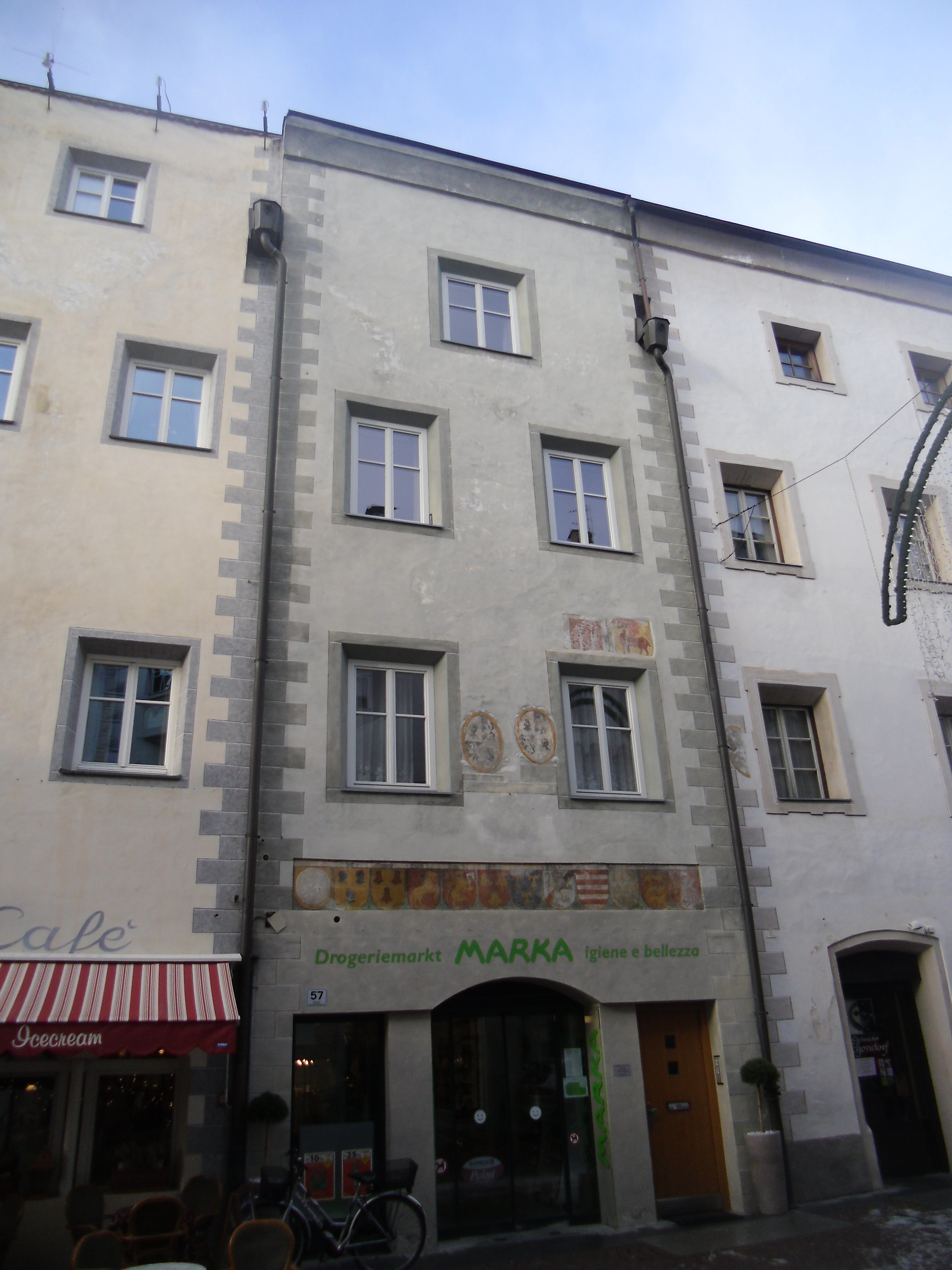
Engelmohr-Haus Nr. 57

- Eintrag im Monumentbrowser auf der Website des Südtiroler Landesdenkmalamts

### Nr. 57: Engelmohr-Haus
Das Engelmohr-Haus oder auch seinerzeit Kleinmohrische Behausung genannt, besitzt als hervorstechendstes Merkmal einen Wappenfries aus dem 16. Jahrhundert an der Fassade. Außer einer kreuzgratgewölbten Halle im Erdgeschoss ist im ersten Stock auch eine Stube mit barocker Täfelung beachtenswert.
- Eintrag im Monumentbrowser auf der Website des Südtiroler Landesdenkmalamts

### Nr. 58: Spießhaus
Von 1430 bis 1490 gehörte dieses Haus dem Maler Friedrich Pacher. Das äußerlich unauffällige Gebäude besitzt gewölbte Kellerräume, Tonnengewölbe im Erdgeschoss und einen gewölbten Raum im Obergeschoss.
- Eintrag im Monumentbrowser auf der Website des Südtiroler Landesdenkmalamts

### Nr. 59
Das schmale Haus mit zweiachsiger einfacher Fassade besitzt im Erdgeschoss und ersten Stock gewölbte Räume, einen gemauerten Treppenaufgang und einen Lichthof. Im Hochparterre gibt es einen getäfelten Raum.

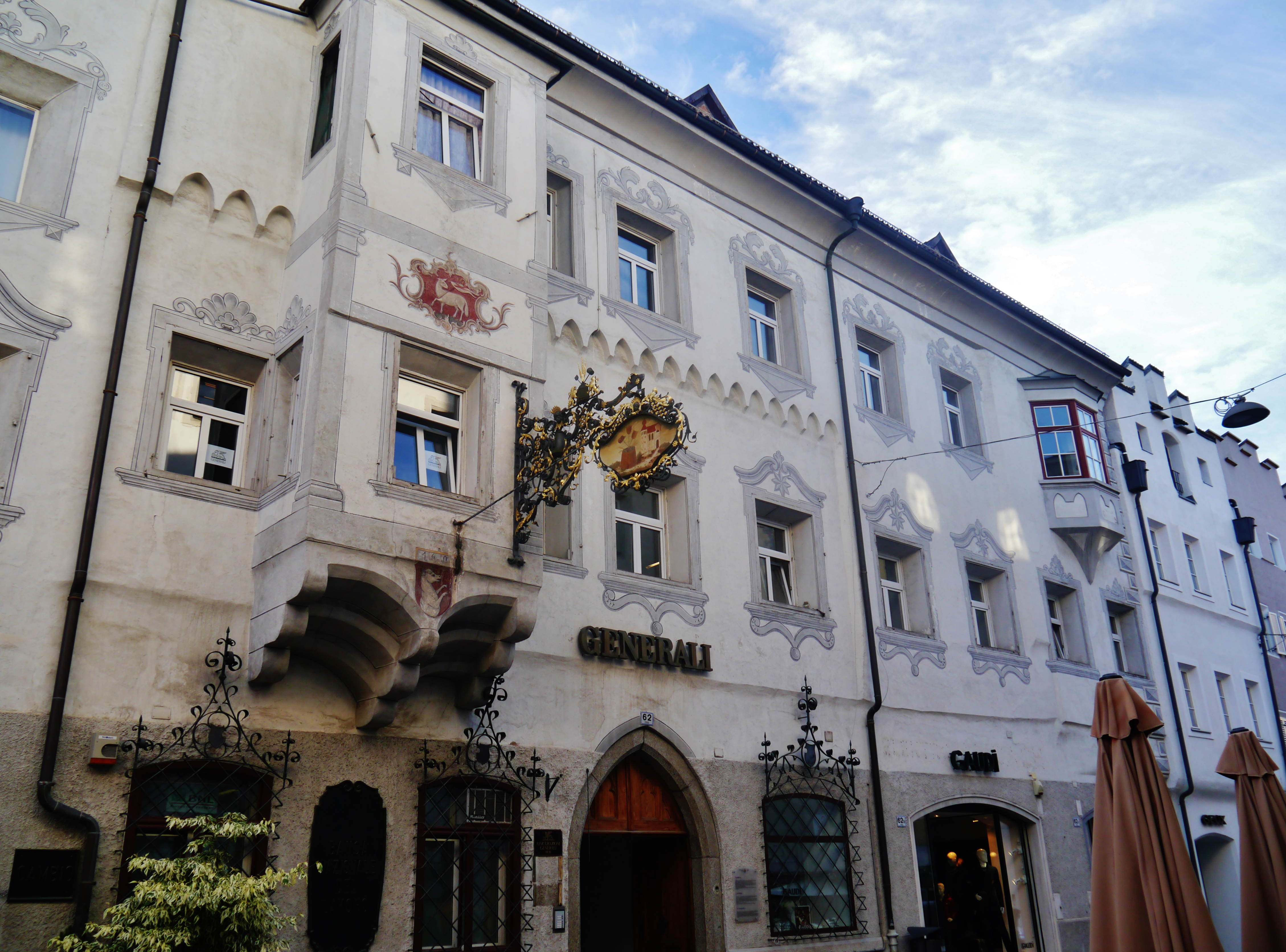
Kirchbergerhaus Nr. 62

- Eintrag im Monumentbrowser auf der Website des Südtiroler Landesdenkmalamts

### Nr. 62: Kirchbergerhaus
Eines der hervorstechendsten Häuser in der Stadtgasse ist das Kirchbergerhaus. Hier war ursprünglich der Sitz des Oberamtspflegers, der die bischöflichen Besitzungen verwaltete. Gleich hinter dem Haus befanden sich ein Kornkasten und ein gewölbter Pferdestall. Beim Stadtbrand von 1723 wurden alle drei Gebäude vernichtet und das Anwesen danach von Bischof Kaspar Ignaz von Künigl an den Bierbrauer Johann Kirchberger verkauft (daher der Name). Es war dann bis 1916 Brauerei und Gasthof, danach noch weitere zwei Jahrzehnte Gastbetrieb. Der Dichter Hermann von Gilm zu Rosenegg lebte von 1843 bis 1845 hier; eine Gedenktafel am Haus erinnert daran. Hier befand sich auch der erste von drei Brunnen in der Stadtgasse.
Im Kern enthält das Gebäude mittelalterliche Bausubstanz. Nach dem Brand wurden die drei gotischen Vorgängergebäude zu einem stattlichen Bürgerhaus zusammengefasst. Das Prunkstück des Gebäudes ist der Mittelteil mit einem zweigeschossigen Viereckerker auf abgetreppten Tragsteinen und dem tragenden Spitzbogenfries. An der Fassade erkennt man das Wappen des Bischofs von Brixen, die Jahreszahl 1600 und darunter das Wappen der Familie Söll. Im Erdgeschoss fallen die spitzbogige Eingangstür und die Fenstergitter auf. Das prächtige Wirtshausschild stammt aus dem 19. Jahrhundert. Die Fenster besitzen gemalte Umrahmungen.

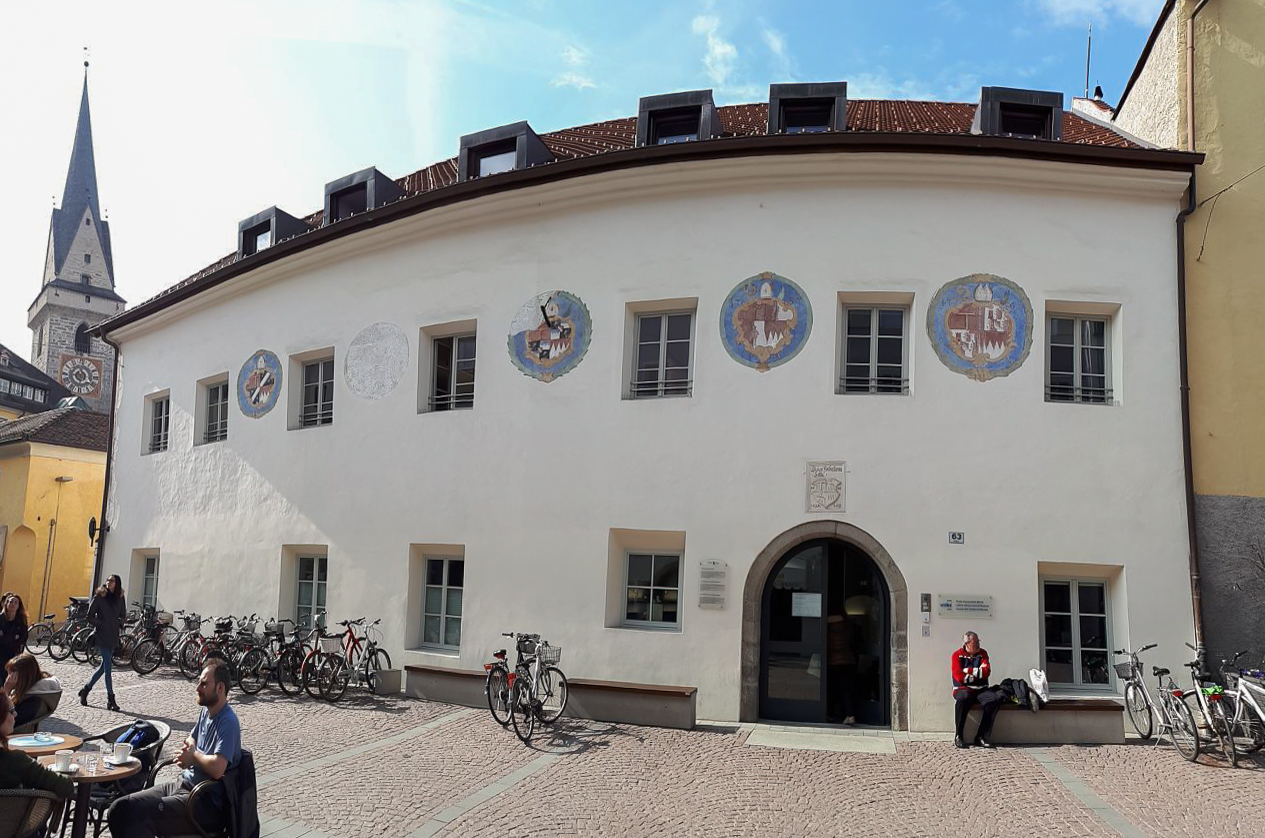
Ehemaliges Amthaus des Klosters Neustift, Nr. 63

- Eintrag im Monumentbrowser auf der Website des Südtiroler Landesdenkmalamts

### Nr. 63: Ehemaliges Amthaus des Klosters Neustift
Dieses Haus wurde bald nach der Gründung Stadt am Rande des ehemaligen Ballplatzes errichtet. Bis ins 18. Jahrhundert hinein blieb es im Besitz des Klosters Neustift. In der Mitte des 19. Jahrhunderts wurde es dann zum k.k. Rentamt umfunktioniert, weitere dreißig Jahre diente es als Magistratsgebäude und wurde dann Ende des 19. Jahrhunderts Kaserne. Nach dem Ersten Weltkrieg war es zunächst Wohnhaus, um dann zum Sitz des städtischen Elektrizitäts- und Wasserwerks zu werden. Nach einer gründlichen Restaurierung zogen zunächst im Obergeschoss das Realgymnasium Bruneck und im Erdgeschoss die Stadtbibliothek ein. Heute ist hier eine Außenstelle der Freien Universität Bozen untergebracht.
Mauerwerk aus der Gründungszeit und teilweise originale Fensteröffnungen zeichnen das Gebäude aus. Über dem steingerahmten Rundbogentor befindet sich ein Wappenstein von Neustift, die Jahreszahl 1547 und die Inschrift VIVAT FELIX NOVACELLA. Im Inneren weitet sich der ehemalige Hausflur zu einer Halle mit Sterngratgewölbe. Weitere Räume besitzen Kreuzgrat- und Tonnengewölbe.

### Nr. 65: Ehemaliger Ballplatz
An der Stelle des heutigen Ursulinenklosters lag der einzige größere Platz der Stadt, auf dem gemäß bestehenden Niederlagsrechts die Waren gelagert und verzollt werden mussten. Hier gab es die Ballwaage und das Ballhaus, ein Lagerhaus. Außerdem befand sich hier das Hohenzorn-Haus, das erste bischöfliche Amtshaus, das wahrscheinlich einige Jahre auch Rathaus der Stadt war.
- Eintrag im Monumentbrowser auf der Website des Südtiroler Landesdenkmalamts

### Nr. 68
Im Erdgeschoss des Hauses befinden sich ein schmaler Durchgang und ein Raum mit Tonnengewölbe und eingemauerter hölzerner Mittelstütze. Ein überwölbter Treppenaufgang führt ins Obergeschoss, eine gemauerte Treppe mit Säule ins zweite Obergeschoss.

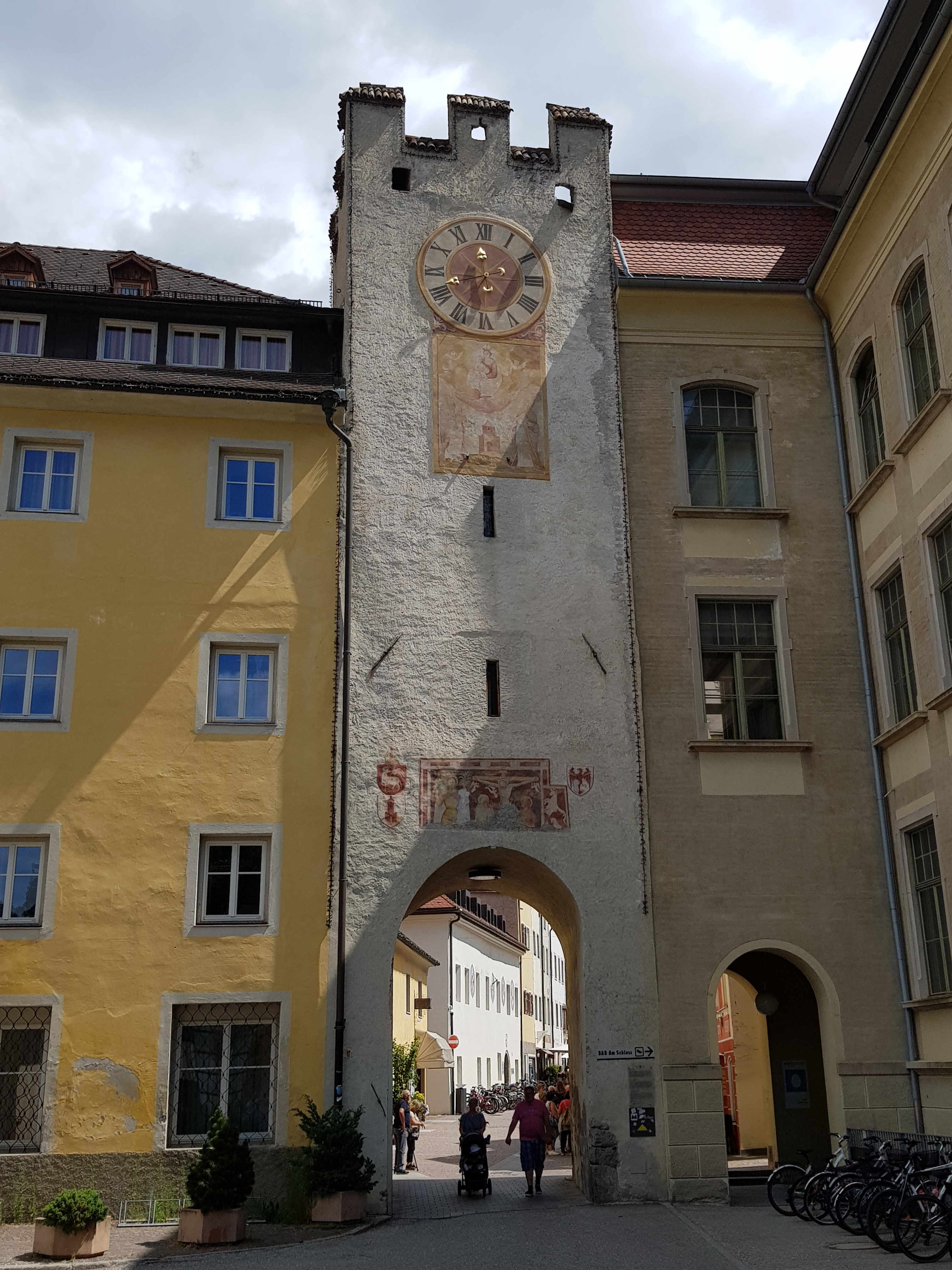
Ursulinentor

- Eintrag im Monumentbrowser auf der Website des Südtiroler Landesdenkmalamts

### Ursulinentor
Am Ende der Stadtgasse gelangt man durch das Ursulinentor auf den Platz des Paul-Tschurtschenthaler-Parks. Das Tor war einst Teil der Stadtbefestigung. Der zweigeschossige Turm besitzt eine rundbogige Durchfahrt und einen Zinnenabschluss. Wandmalereien an der Außenseite zeigen eine Kreuzigungsgruppe um 1420 und ein weiteres barockes Wandbild die Madonna mit zwei Bischöfen und dem heiligen Christophorus.
- Eintrag im Monumentbrowser auf der Website des Südtiroler Landesdenkmalamts